# Lokomotywa parowa

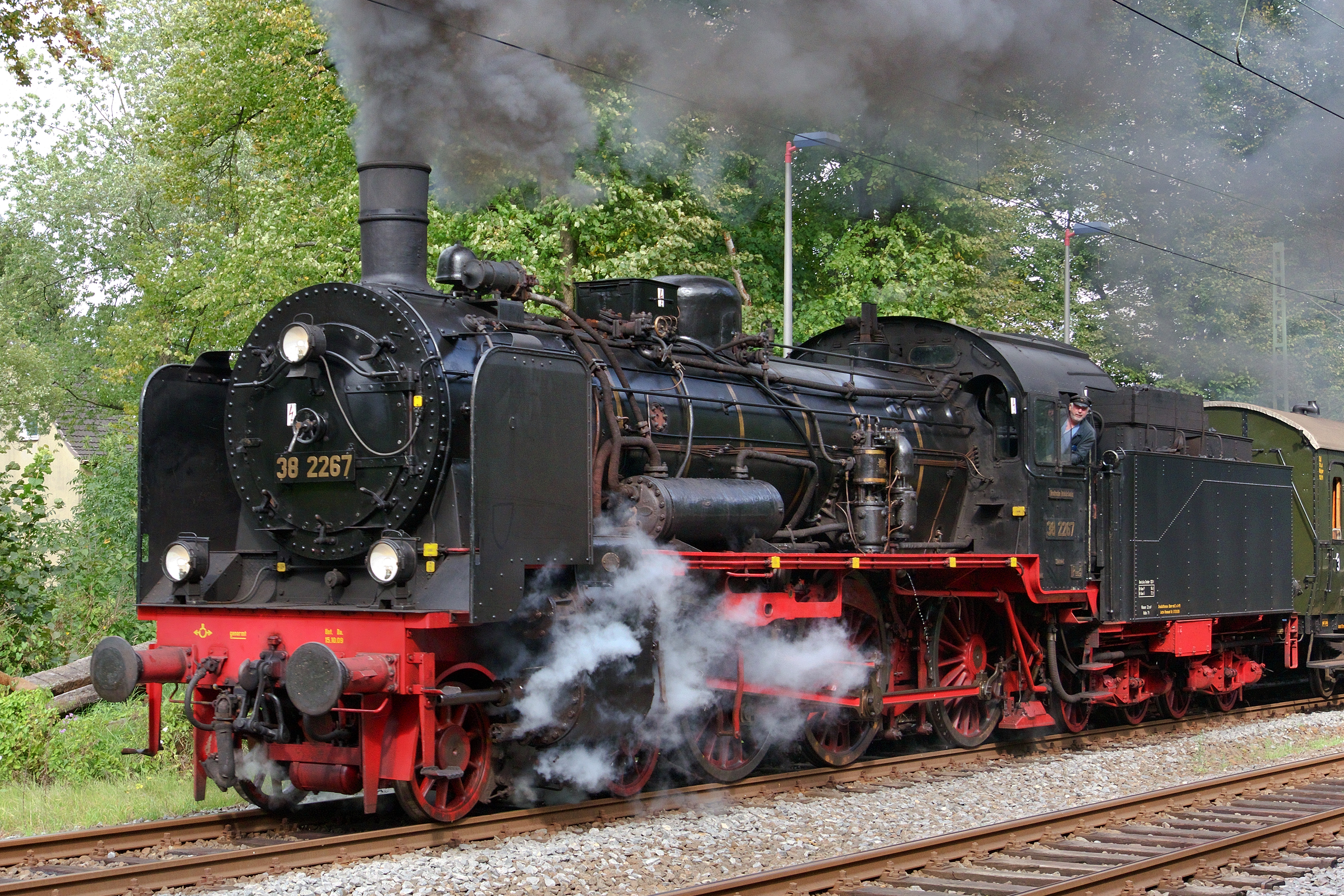
Parowóz osobowy pruskiej serii P8 (Ok1)

Lokomotywa parowa (parowóz) – lokomotywa napędzana silnikami parowymi. Para pochodzi z kotła opalanego najczęściej węglem kamiennym.
Pierwszą lokomotywę parową zbudował w 1802 roku Richard Trevithick. Za wynalazcę współczesnej lokomotywy parowej uważa się George’a Stephensona. Jego parowóz Rakieta (Rocket) z 1829 roku stał się pierwowzorem wszystkich dalszych konstrukcji.
Ostatnimi regularnymi liniami zwykłego ruchu pasażerskiego w Europie obsługiwanymi przez lokomotywy parowe są połączenia Wolsztyn – Leszno (dni powszednie) i Wolsztyn – Poznań (soboty).

## Klasyfikacja

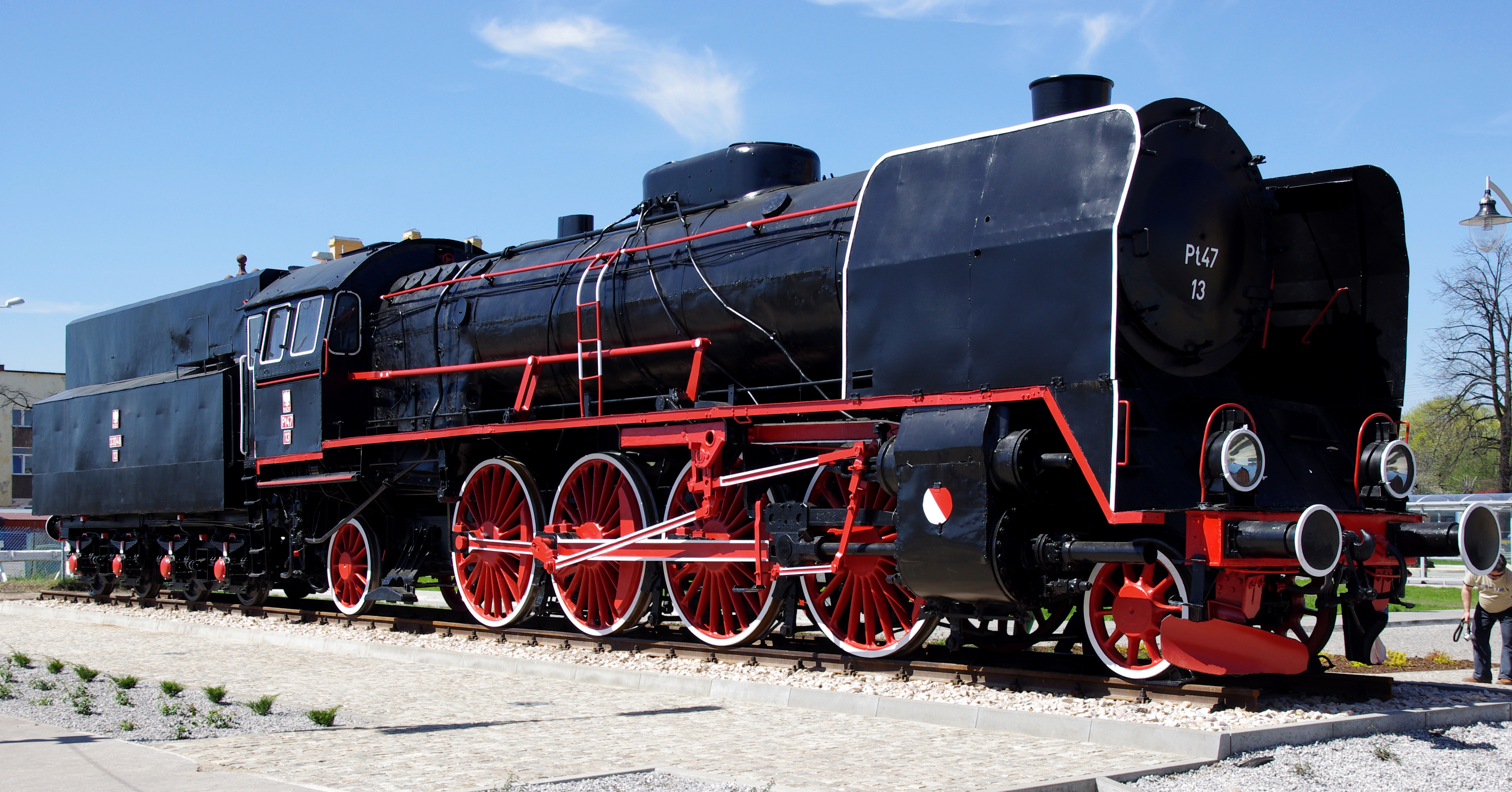
Parowóz pospieszny Pt47 o układzie osi 1’D1’

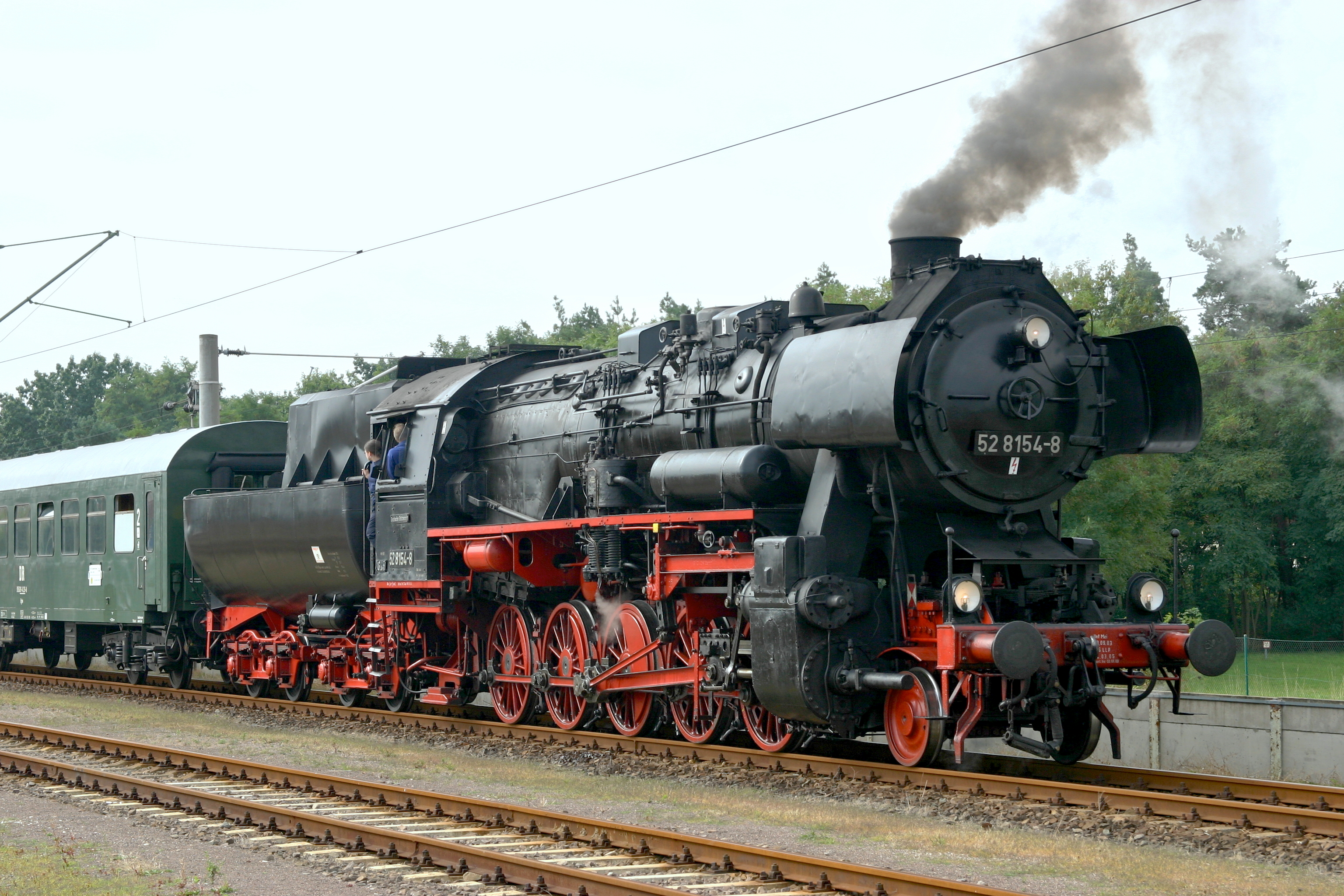
Parowóz towarowy niemieckiej serii 52 (Ty2) o układzie osi 1'E

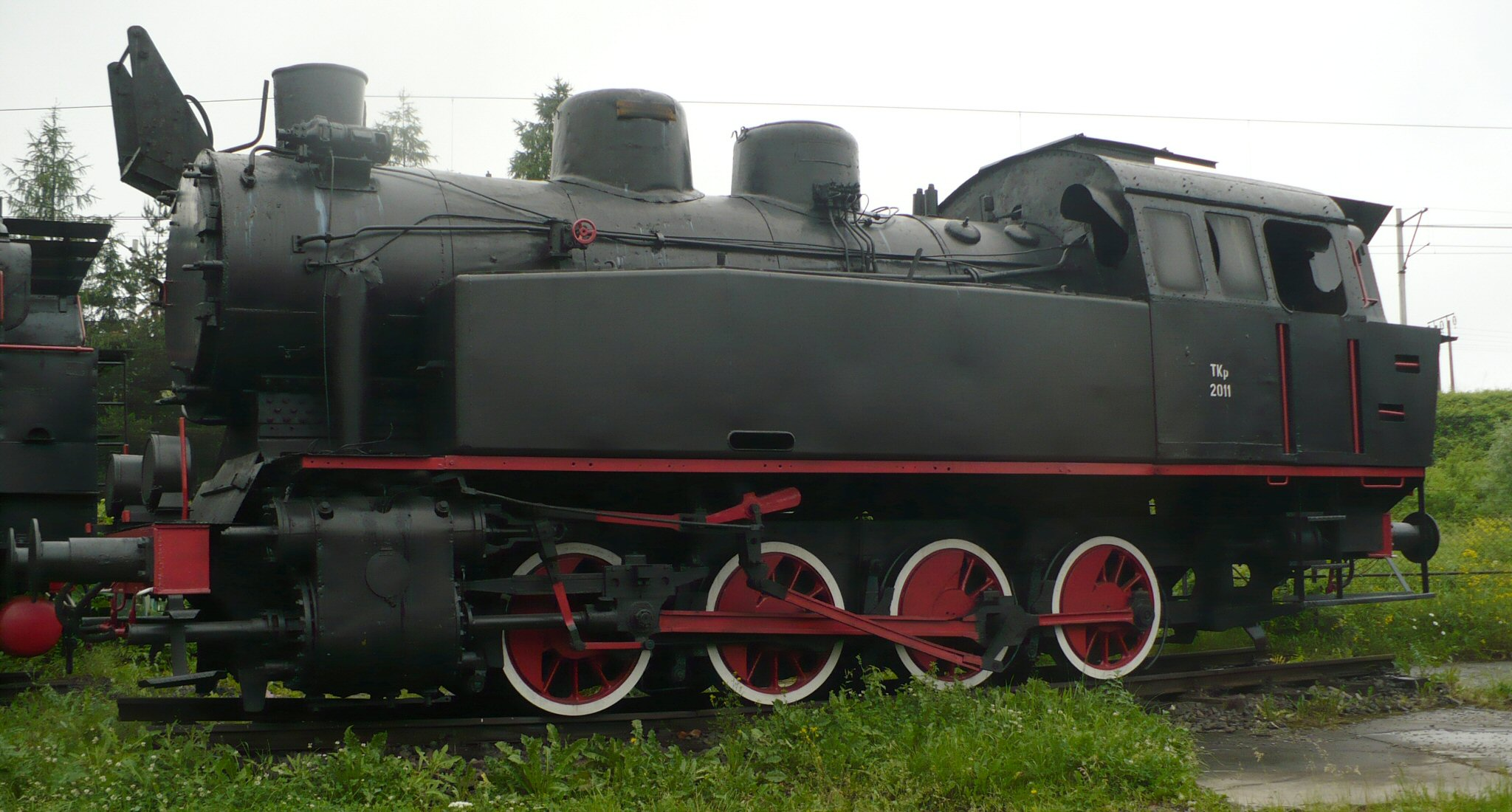
Parowóz przemysłowy – tendrzak TKp Śląsk, o układzie osi D

Pod względem przeznaczenia lokomotywy parowe można podzielić ogólnie na osobowe (pasażerskie) i towarowe. Podziałowi temu, oznaczającemu do prowadzenia jakich pociągów są przystosowane, odpowiadają ich cechy konstrukcyjne, przede wszystkim układ osi i wielkość kół. Pociągi osobowe są lżejsze, natomiast wymagana jest dla nich większa prędkość, przez co do ich prowadzenia preferowane były konstrukcje lokomotyw posiadające koła napędowe o dużej średnicy. Większe prędkości wymagają też stosowania kół tocznych dla lepszego prowadzenia parowozu w torze. W przypadku lokomotyw towarowych znaczenie miała duża siła pociągowa, co prowadziło do zwiększania liczby kół napędowych, mających mniejszą średnicę. Część lokomotyw parowych była wyspecjalizowana do tak określonych zadań, a część miała bardziej uniwersalne charakterystyki, dopuszczające stosowanie do różnych rodzajów pociągów. Szczególną odmianą parowozów pasażerskich są pospieszne, optymalizowane do utrzymywania wysokich prędkości i posiadające koła o największych średnicach. Odmianą lokomotyw towarowych są z kolei lokomotywy przemysłowe, służące do przetaczania składów na niewielkie odległości – najczęściej tendrzaki, zabierające mniejszy zapas paliwa i wody i przystosowane do jazdy w obu kierunkach oraz pokonywania ciaśniejszych łuków. Analogiczne maszyny mogły być używane też jako manewrowe na stacjach. Specyficzną grupę stanowią lokomotywy parowe wąskotorowe, w zasadzie nie dzielone na osobowe i towarowe z uwagi na małe koła i niskie rozwijane prędkości.
Podstawowym sposobem klasyfikacji lokomotyw parowych jest ich podział z uwagi na układ osi, oznaczany w różnych państwach literami i cyframi, samymi cyframi lub nazwami opisowymi. W notacji niemieckiej, przyjętej także w Polsce i większości Europy, liczbę osi tocznych w jednej grupie oznacza się cyframi arabskimi, liczbę osi napędowych w jednej grupie kolejnymi literami, zgrupowanie osi w wózku oznacza się dodatkowo apostrofem, a grupy osi w parowozach wieloczłonowych ujmuje się w nawiasach. Na przykład układ z dwoma osiami tocznymi z przodu, trzema osiami wiązanymi i jedną osią toczną z tyłu, oddawany graficznie jako ooOOOo, określany jest jako 2'C1' w notacji niemieckiej, 2-3-1 w notacji rosyjskiej (spotykanej także w Polsce), 4-6-2 w notacji anglosaskiej Whyte′a, 231 we francuskiej i nosi nazwę Pacific w USA. W polskim systemie oznaczeń parowozów normalnotorowych dwie lub trzy litery oznaczenia serii zawierają od razu informacje o przeznaczeniu lokomotywy i jej układzie osi (pierwsza litera O oznacza parowozy osobowe, P – pospieszne, T – towarowe, ewentualna środkowa litera K oznacza tendrzak, a ostatnia mała litera to kod układu osi).
Pod względem rozróżnienia, gdzie przewożony jest zapas paliwa i wody do kotła, lokomotywy parowe dzielą się na stanowiące większość parowozy z tendrem doczepnym, mieszczącym paliwo i wodę, oraz parowozy beztendrowe (tendrzaki), przewożące zapas paliwa i wody na lokomotywie. Zaletą tendrzaków jest lepsze przystosowanie do jazdy w obu kierunkach, gdyż tender zazwyczaj nie pozwala na rozwinięcie pełnej prędkości konstrukcyjnej przy jeździe do tyłu, natomiast mają one mniejszy zasięg bez uzupełniania wody i paliwa. Dzięki temu odpowiednie były między innymi do obsługi krótkich linii podmiejskich, z koniecznością jazdy w obu kierunkach bez odwracania.
Z punktu widzenia konstrukcji można wyodrębnić lokomotywy parowe w układzie klasycznym i rozmaite inne konstrukcje, przede wszystkim parowozy wieloczłonowe (systemów Malleta, Garrata, Meyera, Fairliego, Shaya), parowozy kolei zębatej i parowozy bezogniowe.
Bardziej szczegółowy podział zależy od przyjętych rozwiązań konstrukcyjnych, przede wszystkim działania na parę nasyconą lub przegrzaną, liczby cylindrów silnika (najczęściej dwa, rzadziej trzy lub cztery, sporadycznie inne układy), oraz posiadania silnika pojedynczego rozprężania (bliźniaczego) lub podwójnego rozprężania (sprzężonego).

## Historia

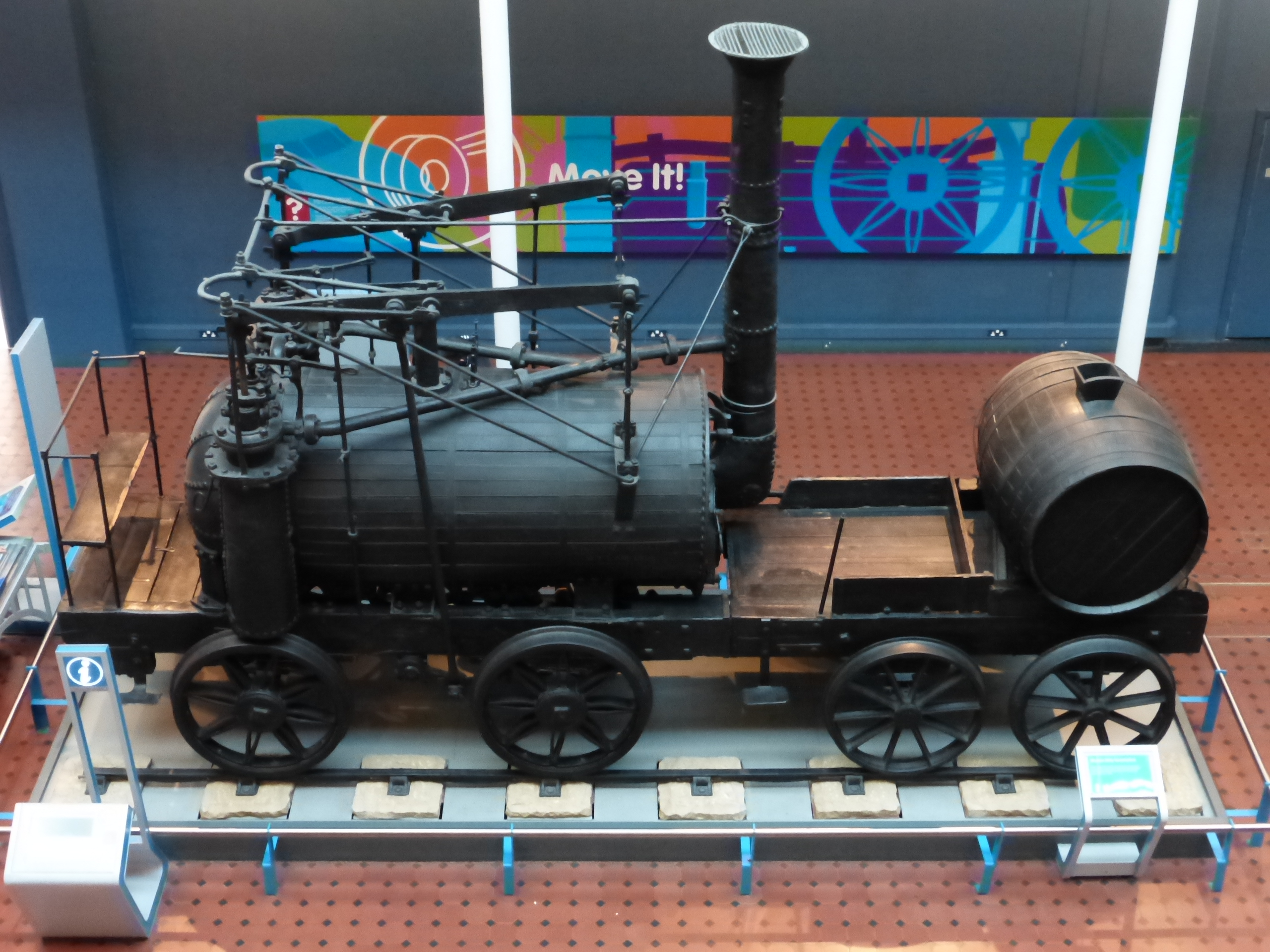
Jeden z pierwszych parowozów

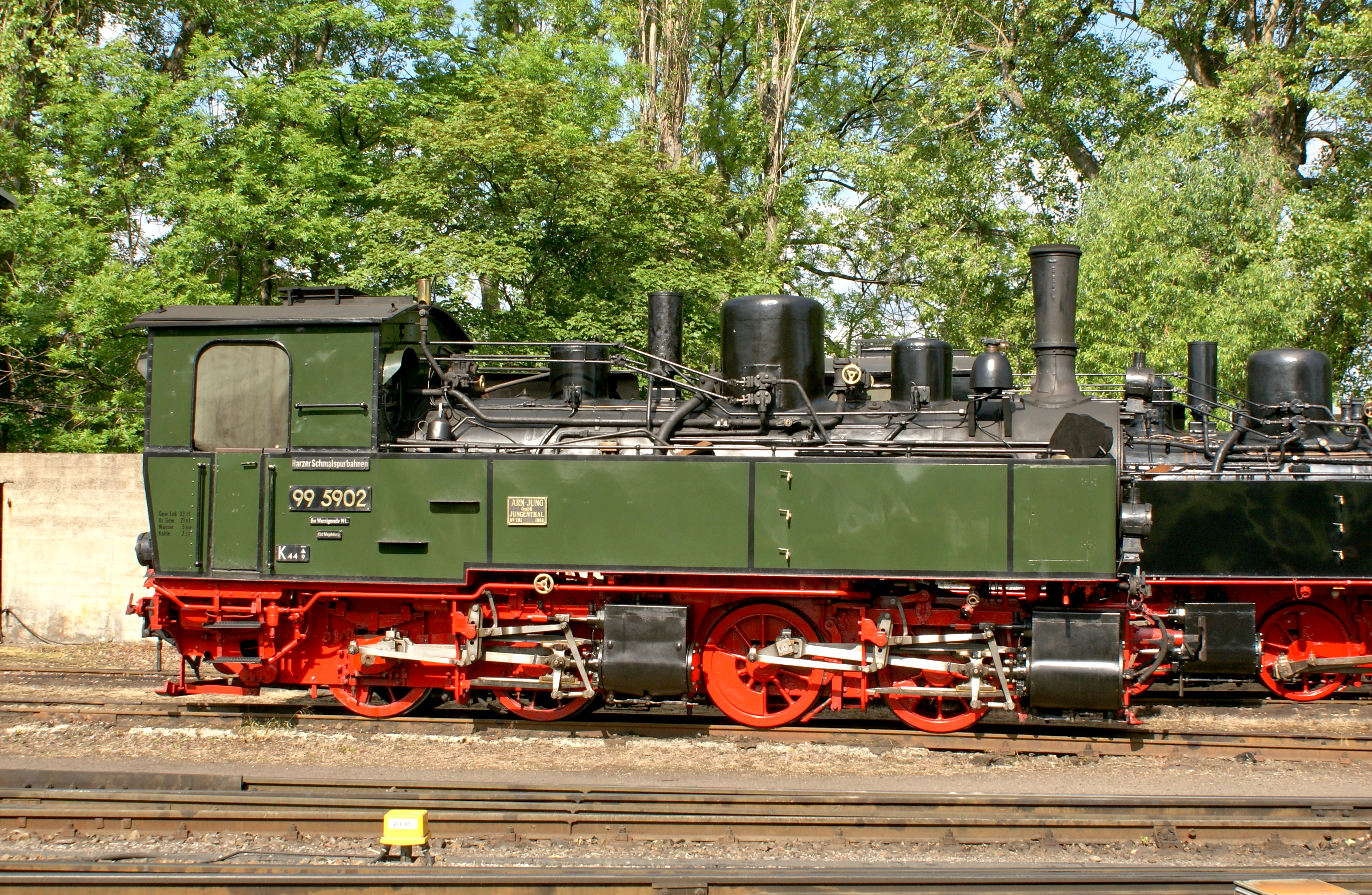
Parowóz systemu Malleta

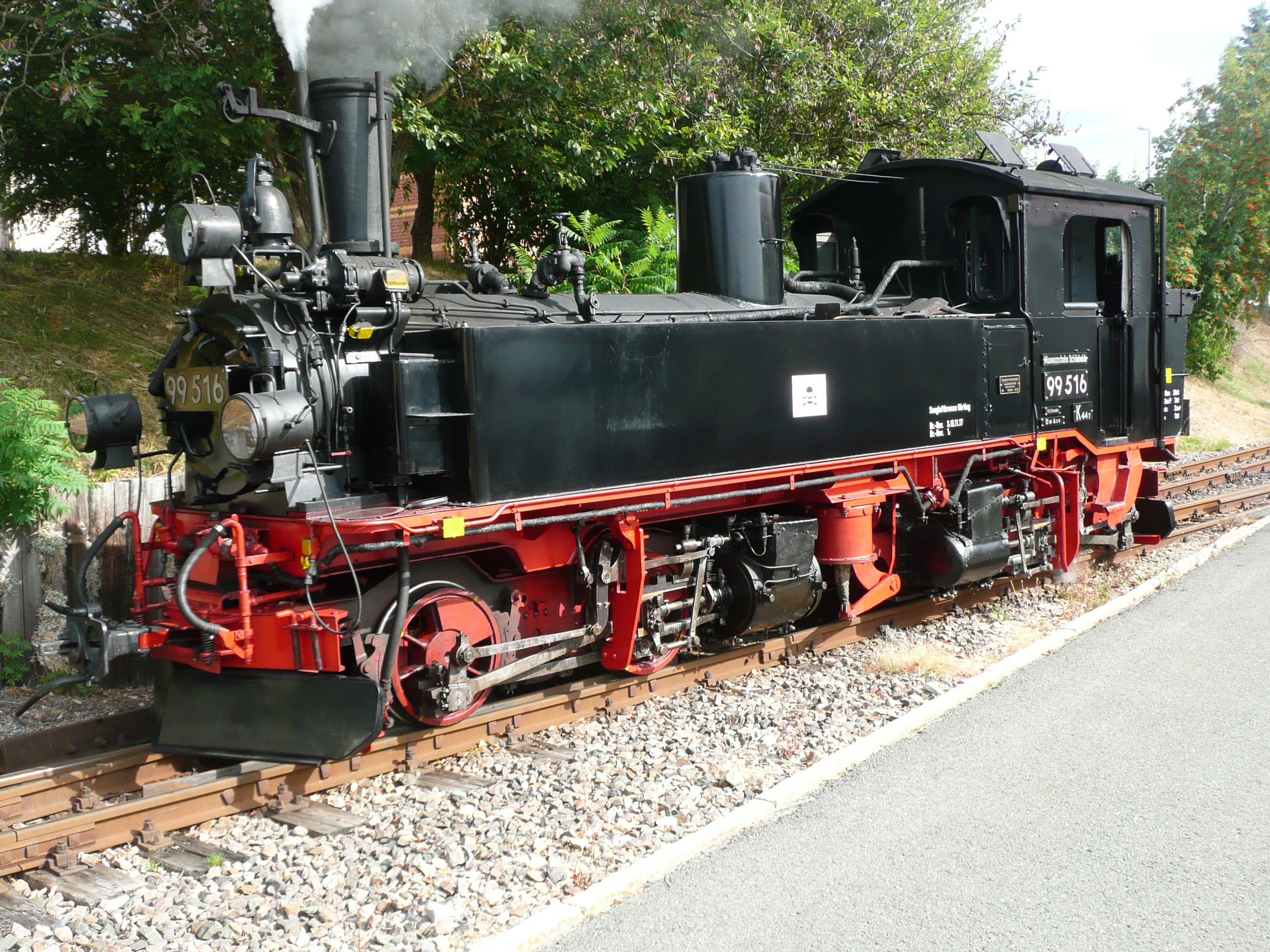
Parowóz systemu Meyera

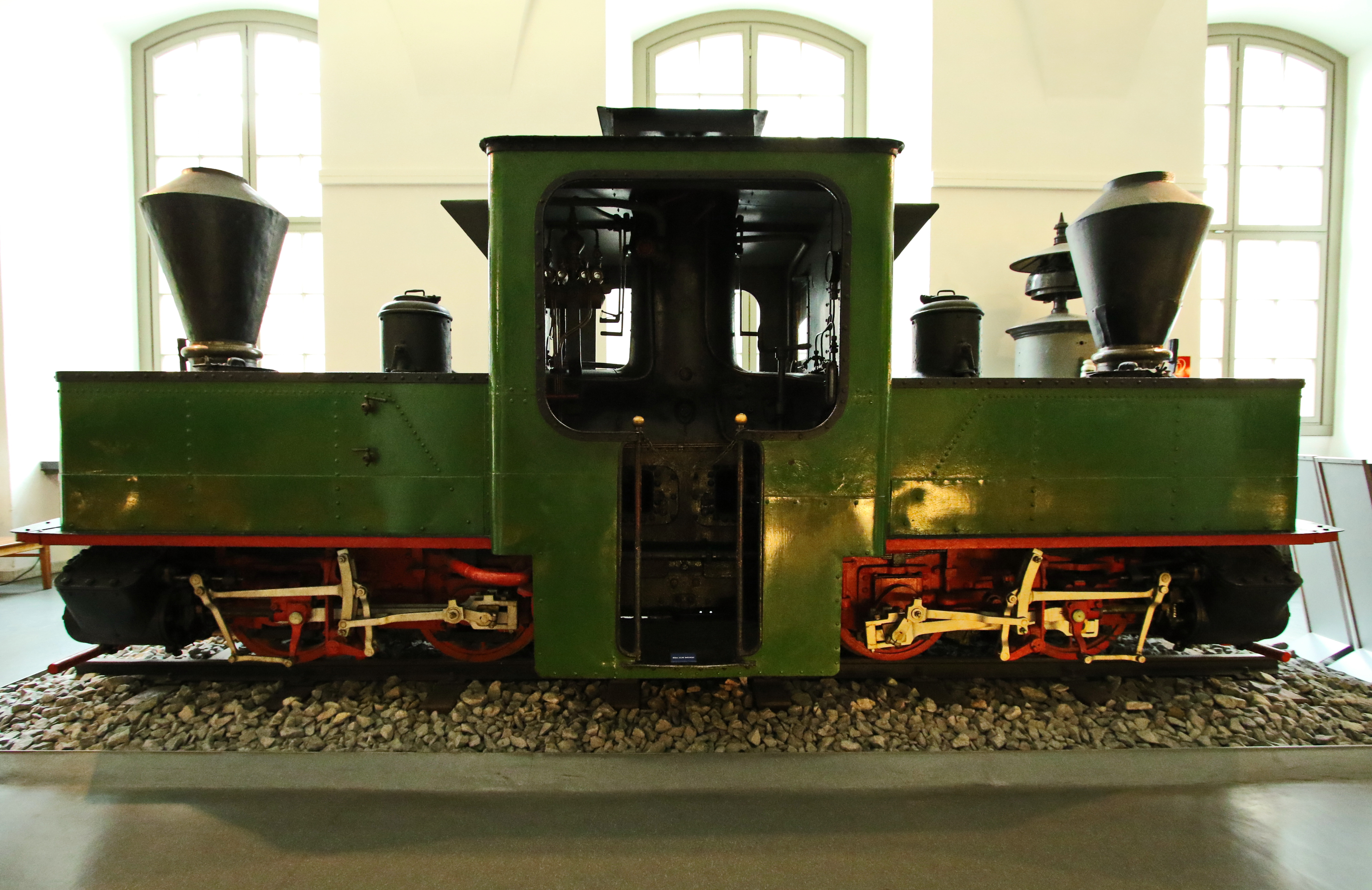
Parowóz systemu Fairliego

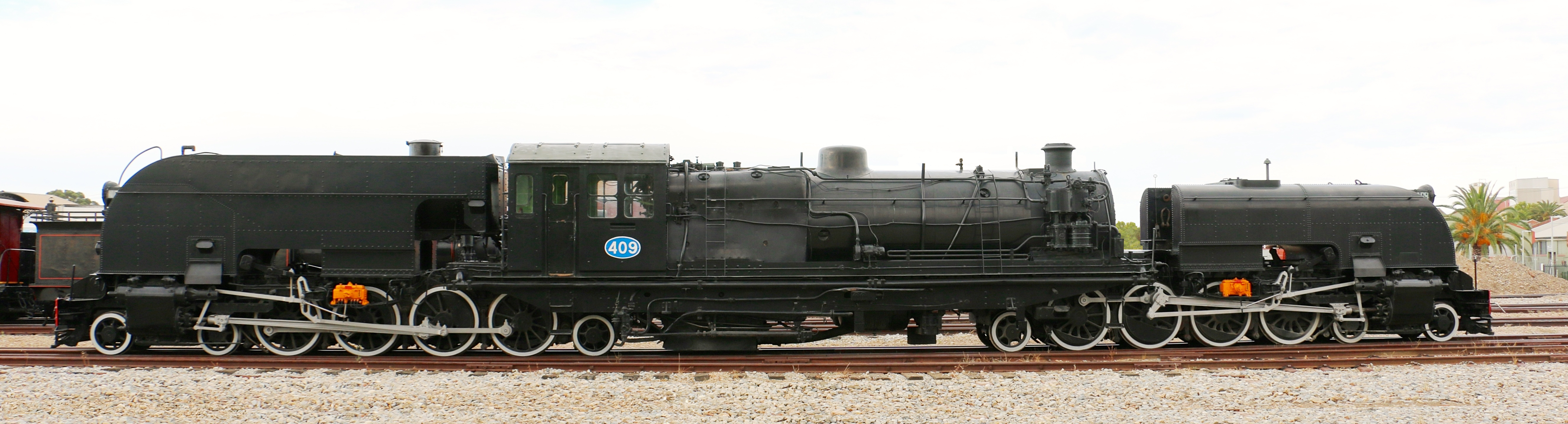
Parowóz systemu Beyer-Garratt

### Pierwsze próby
Po opracowaniu przez Jamesa Watta w latach 70. XVIII wieku udanej maszyny parowej (stacjonarnego silnika parowego), różni konstruktorzy podjęli próby budowy pojazdów o napędzie parowym, zarówno drogowych, jak i szynowych. Pociągi do tej pory były ciągnięte jedynie przez konie, często po drewnianych lub nawet kamiennych szynach. Pierwszy działający drogowy pojazd parowy został skonstruowany przez Nicolasa Cugnota w 1769 roku, lecz dopiero na początku XIX wieku prace te nabrały intensywności. Wczesne konstrukcje stanowiły wyraz poszukiwań konstruktorów i nie były praktyczne, co wiązało się także z poziomem technologii, który jednak szybko wzrastał. Lokomotywa Pennydarren została skonstruowana przez Richarda Trevithicka dla huty Penydarren w Walii na bazie jego silnika parowego – poziomy cylinder napędzał dwie osie za pośrednictwem koła zamachowego i kół zębatych. Próbną jazdę odbyła 13 lutego 1804 roku, a 21 lutego pociągnęła pociąg z 10 tonami węgla i 70 pasażerami. W 1808 roku kolejna lokomotywa Trevithicka Catch Me Who Can ciągnęła kolejkę po okrągłym torze w Londynie jako płatna atrakcja, do czasu wykolejenia po pęknięciu szyny. Lokomotywy te pozostały jednak tylko eksperymentem, głównie z uwagi na małą wytrzymałość ówczesnych żelaznych szyn kolei konnej, które po pewnym czasie pękały od ciężaru i oddziaływania dynamicznego lokomotywy.
Początkowo konstruktorzy mieli wątpliwości co do przyczepności kół na gładkim torze, zwłaszcza przy zmniejszeniu ciężaru lokomotywy. Dlatego Matthew Murray skonstruował w 1812 roku lokomotywę Salamanca, poruszaną kołem zębatym, współpracującym z zębatką ułożoną wzdłuż toru, według patentu dyrektora kopalni Johna Blenkinsopa. Pomimo zbudowania kilku sztuk, późniejsze konstrukcje wykazały, że parowóz o odpowiednim i równomiernym nacisku na szyny posiada wystarczającą przyczepność na gładkim torze, aby ciągnąć wagony. Zupełnie nieudana była koncepcja Williama Bruntona z 1813, którego parowóz odpychał się od ziemi dźwigniami na wzór nóg konia. Stosunkowo udaną konstrukcją wczesnej lokomotywy był natomiast Puffing Billy konstrukcji Williama Hedleya z 1814 roku, z napędzanymi dwiema osiami, uważany za pierwszy parowóz jeżdżący po gładkim torze, nadający się do praktycznego zastosowania. Również w 1814 roku swój pierwszy parowóz zbudował konstruktor samouk George Stephenson, a w 1823 roku otworzył on wraz z synem Robertem pierwszą na świecie fabrykę parowozów. Powstawały w tym okresie także inne konstrukcje, lecz wczesne lokomotywy były używane jedynie do celów przemysłowych, głównie w kopalniach, wożąc na krótkich trasach wagony z węglem, rudą lub żelazem. Dopiero w 1825 roku powstała w Anglii pierwsza kolej użytku publicznego, ze Stockton do Darlington, na której pociąg był ciągnięty przez parowóz Stephensona Locomotion No. 1, z dwiema osiami połączonymi wiązarami. Wczesne konstrukcje parowozów wykorzystywały kotły płomienicowe, w których gorące gazy w drodze do komina przepływały przez tylko jedną rurę ogniową dużej średnicy (płomienicę), często wygiętą w formie litery U dla zwiększenia powierzchni ogrzewalnej. W 1827 roku Timothy Hackworth po raz pierwszy ukierunkował wylot zużytej pary, umieszczany już wcześniej w kominie, przez dyszę, polepszającą ciąg (zastosowaną w jego parowozie Royal George, zbudowanym w układzie z trzema osiami wiązanymi). W tym samym roku Marc Seguin we Francji, a w 1829 roku współpracownik Stephensona, Henry Booth w Anglii, opracowali ideę kotła płomieniówkowego, z wieloma cienkimi rurami ogniowymi zamiast jednej. Marc Seguin w 1829 roku zbudował pierwszą francuską lokomotywę, równocześnie konstrukcje tego typu zaczęły powstawać w USA.
Za przełomową konstrukcję jest powszechnie uważany parowóz Rocket (Rakieta) George’a Stephensona, który w październiku 1829 roku wygrał konkurs w Rainhill na parowóz dla linii Liverpool – Manchester. Łączył on umiejętnie najlepsze dotychczasowe rozwiązania, wprowadzając nowość w postaci kotła z 25 płomieniówkami, którymi przepływały gorące gazy wydajniej podgrzewające wodę. Parowóz Rocket miał zasadnicze podzespoły, które w unowocześnionej formie dotrwały do końca ery parowozów, przede wszystkim kocioł płomieniówkowy, odsprężynowane osie, napęd przenoszony bezpośrednio z silników na korby kół osi napędowej przesunięte względem siebie o 90° i dyszę pary odlotowej w kominie. Rozwiązania te były następnie powielane i ulepszane w dalszych konstrukcjach lokomotyw, masowo już budowanych w latach 30. XIX wieku. Również klasyczny stał się układ konstrukcyjny prezentowany przez Rakietę – kocioł o poziomym walczaku, z dymnicą i kominem umieszczonymi w przedniej części, a paleniskiem i pomostem dla obsługi w tylnej części, z której to strony był doczepiony specjalny wagon na węgiel i wodę – tender. W 1830 pojawił się kolejny parowóz Stephensona typu Planet, z cylindrami poziomo umieszczonymi z przodu pod kotłem, napędzającymi wykorbioną oś napędową przeniesioną na tył lokomotywy (układ osi 1A). Był to pierwszy parowóz zbudowany w większej liczbie. W końcu Stephenson skonstruował w 1834 roku trzyosiowy parowóz typu Patentee, o układzie osi 1A1, który stał się typową konstrukcją dla lokomotyw pasażerskich kolejnego dwudziestolecia. Poziome lub lekko nachylone umieszczenie cylindrów z przodu stało się powszechnym standardem, aczkolwiek napęd za pomocą osi wykorbionej (wewnętrzny) został od lat 40. XIX wieku w większości konstrukcji i krajów wyparty przez mający więcej zalet napęd za pomocą korb na zewnętrznej powierzchni kół (zewnętrzny). Rozwiązania brytyjskie wywarły duży wpływ na początki konstrukcji parowozów w innych państwach europejskich i USA, a także bezpośredni wpływ na rozwój kolei w koloniach brytyjskich.

### Rozwój
Lokomotywy parowe podlegały rozwojowi technicznemu do końca produkcji, zachowując jednak na ogół zasadę działania i główne zespoły analogiczne jak w parowozie Rocket. Dostrzegalną innowacją zewnętrzną stało się dodanie budki maszynisty. Początkowo obsada lokomotyw nie była niczym chroniona; później zaczęły się pojawiać czołowe ściany osłaniające jednak tylko przed wiatrem. Dopiero w drugiej połowie XIX wieku parowozy zaczęły być powszechnie wyposażane w budkę chroniącą maszynistę i palacza przed wpływami atmosferycznymi, chociaż w wielu krajach jeszcze przez dziesięciolecia stosowano budki szczątkowe lub częściowo odkryte (zwłaszcza w Wielkiej Brytanii), natomiast w USA już w latach 40. XIX wieku wprowadzono obszerne, zamknięte budki. Dojrzałą formę parowóz uzyskał około lat 70. XIX wieku, po czym trwał proces jego dalszego doskonalenia.
Dążenie do osiągania większej mocy prowadziło do zwiększania rozmiarów, a co za tym idzie powierzchni ogrzewalnej kotła, który mógł w ten sposób wytwarzać więcej pary.  Rosnąca masa i wymiary kotłów wymuszały jednak zwiększanie liczby osi, dla utrzymania dopuszczalnego nacisku osi. Równolegle wprowadzano do użytku szyny o coraz większej wytrzymałości, pozwalającej na zwiększanie nacisku osi, wpływającego na przyczepność kół napędowych, a tym samym siłę pociągową parowozu. Potrzeba przeniesienia rosnącej mocy na koła i uzyskania większej siły pociągowej, zwłaszcza w parowozach towarowych, prowadziła do zwiększania liczby osi napędowych, istotnych z punktu widzenia masy przyczepnej parowozu (masy przenoszonej na zestawy napędowe). Osie toczne polepszały zaś prowadzenie lokomotywy, pozwalając na zwiększenie prędkości, co było szczególnie istotne w parowozach pasażerskich. Początkowo parowozy miały sztywno osadzone osie w ostoi (ramie), ale w miarę zwiększania długości parowozów zaczął pojawiać się problem pokonywania przez nie łuków toru bez wykolejenia. Problem ten próbowano rozwiązywać na różne sposoby. Już 1836 roku w USA po raz pierwszy wprowadzono obrotowy dwuosiowy wózek toczny z przodu, później udoskonalany. Pojawiły się następnie konstrukcje jednoosiowych wózków, przede wszystkim wózka Bissela (1857), obrotowej osi tocznej Adamsa (1863) i w końcu wózka Kraussa-Helmholtza (1888). Problem przy pokonywaniu łuków stwarzała nadal grupa sztywno osadzonych osi wiązanych, zwłaszcza przy wzroście ich liczby. Prowadziło to do konstruowania różnego rodzaju parowozów wieloczłonowych lub skomplikowanych mechanizmów. W końcu problem ten został pomyślnie i prosto rozwiązany dzięki opracowaniu przez austriackiego inżyniera Karla Gölsdorfa osi przesuwnych i powstaniu dzięki temu pierwszego parowozu z pięcioma osiami wiązanymi (1900).
W zakresie parowozów towarowych, w latach 50. XIX wieku upowszechniły się parowozy z trzema osiami wiązanymi (układ osi C, w Polsce oznaczane serią Th). Od lat 60. XIX wieku stopniowo zaczęły je uzupełniać, a następnie pod koniec stulecia wypierać parowozy z czterema osiami wiązanymi (układ osi D, np. popularne serie lokomotyw O, G7, G8, kkStB 73, w Polsce oznaczane serią Tp). Parowozy bez osi tocznych miały dużą siłę pociągową, gdyż cała masa spoczywała na osiach napędowych, lecz rozwijały niską prędkość. Rosnące kotły spowodowały, że od końca XIX wieku zaczęto budować parowozy towarowe z przednią osią toczną (układ osi 1′D, w Polsce: Tr). W XX wieku zostały one w Europie uzupełnione przez parowozy z pięcioma osiami wiązanymi (układ osi E, np. serie lokomotyw E, G10, kkStB 80, w Polsce oznaczane Tw), oraz szczególnie popularne ciężkie parowozy z osią toczną i pięcioma osiami wiązanymi (1′E, w Polsce oznaczane Ty, np. serie Br 52, Ty23, Ty51). Starsze i słabsze parowozy towarowe wycofywano na ogół do prac manewrowych. Oprócz tych, najczęstszych w Europie, stosowano też inne konfiguracje osi tocznych parowozów towarowych, np. w USA popularność zyskał układ osi 1′D1′ (tzw. Mikado), w Europie kojarzony z lokomotywami pospiesznymi. Parowozy jednoczłonowe z większą niż pięć liczbą osi wiązanych były natomiast rzadkimi konstrukcjami, głównie przeznaczonymi na tereny górskie. Pierwszy parowóz o sześciu osiach wiązanych powstał w 1911 roku, również skonstruowany przez Karla Gölsdorfa, a jedyny egzemplarz parowozu o siedmiu osiach wiązanych – w 1935 roku (radziecki AA). Większą całkowitą liczbę osi wiązanych mogły mieć ciężkie parowozy wieloczłonowe z dwoma zespołami czteroosiowymi systemu Malleta lub Garrata, w tym najmocniejszy na świecie amerykański Big Boy. Od 1914 roku powstawały w USA nawet parowozy systemu Malleta z trzema czteroosiowymi zespołami (układ Triplex-Mallet). Ciężkie parowozy wieloczłonowe większą popularność zdobyły jednak głównie w USA i Hiszpanii.
Parowozy osobowe miały na przestrzeni XIX wieku na ogół tylko jedną lub dwie osie napędowe, z kołami o dużej średnicy, przekraczającej często w przypadku parowozów pospiesznych 2 metry. Dwie osie napędowe stosowano częściej dopiero od lat 50. tego stulecia, ale do jego końca budowano także parowozy z jedną osią, zwłaszcza w Wielkiej Brytanii. Częstym układem osi parowozów osobowych II połowy XIX wieku, zwłaszcza typowym od lat 50. dla kolei amerykańskich, później rozpowszechnionym też w Europie, był 2′B (tzw. American, w Polsce: Od/Pd), z dwuosiowym wózkiem tocznym z przodu, polepszającym prowadzenie. Wyjątkowo już od lat 60. XIX wieku trzy osie napędowe, początkowo bez kół tocznych, stosowano także w parowozach osobowych jeżdżących na terenach górskich, gdzie zachodziła potrzeba dużej siły pociągowej dla pokonywania podjazdów. Z uwagi jednak na rosnące potrzeby w zakresie mas pociągów, od końca XIX wieku w USA, a od początku XX wieku w Europie już powszechnie stosowano w parowozach osobowych trzy osie wiązane oraz osie toczne, przede wszystkim układ 2′C (w Polsce: Ok/Pk) oraz 2′C1′ (tzw. Pacific, w Polsce: Om/Pm). Układ Pacific, stosowany w Europie od 1907 roku, stał się szczególnie popularnym układem dla parowozów pospiesznych, osiągających prędkości rzędu 120–175 km/h. Parowozy osobowe z trzema osiami wiązanymi, lekkie lub pospieszne, były budowane do końca epoki pary. Zostały one częściowo tylko zastąpione przez konstrukcje z czterema osiami wiązanymi, co było największą liczbą osi napędowych stosowanych w parowozach osobowych. Układ osi 2′D (w Polsce: Os) został wprowadzony w 1915 roku, w parowozach austriackich eksploatowanych na terenach górzystych, przy zachowaniu umiarkowanego nacisku osi. Popularność zyskały następnie między innymi układy osi parowozów pospiesznych 1′D1′ (tzw. Mikado, w Polsce: Pt) i 2′D1′ (tzw. Mountain, w Polsce: Pu). Jednocześnie na podrzędnych liniach do końca epoki pary były używane do przewozów osobowych mniejsze parowozy, zwłaszcza tendrzaki, podobne do towarowych, lub uniwersalnego zastosowania.
Postęp zaznaczył się również w budowie silnika parowego. Pierwotnym układem był dwucylindrowy silnik bliźniaczy, który, z ulepszeniami wynikającymi z postępu technicznego, zachował popularność aż do końca ery parowozów. W 1846 roku George Stephenson skonstruował parowóz trzycylindrowy, a w 1861 John Haswell – czterocylindrowy. Były to nadal parowozy z pojedynczym rozprężaniem pary. W 1876 roku Anatole Mallet wynalazł dwucylindrowy silnik sprzężony (compound) – podwójnego rozprężania. Silniki sprzężone pozwalały na bardziej ekonomiczną pracę i uzyskały w niektórych krajach sporą popularność. W 1886 roku Alfred de Glehn zastosował po raz pierwszy czterocylindrowy silnik sprzężony.
Znaczną poprawę ekonomiczności i zwiększenie mocy parowozu przyniósł wynalazek przegrzewacza pary opracowany w Niemczech przez Wilhelma Schmidta i po raz pierwszy zastosowany w pruskim parowozie S 4 w 1898 roku, a w seryjnie budowanych parowozach od 1902 roku. Przegrzewacz rurowy znalazł zastosowanie w zdecydowanej większości późniejszych konstrukcji parowozów. Zasadniczą zmianę zasady działania lokomotywy parowej mogło przynieść zastosowanie do napędu turbiny parowej, zwłaszcza w połączeniu z przekładnią elektryczną, lecz prace w tym kierunku, prowadzone od 1907 roku w różnych krajach, pozostały tylko doświadczalne.
W miarę osiągania dojrzałości przez parowozy, w poszczególnych państwach wyodrębniły się narodowe „szkoły” ich konstruowania, wyrażające się w pewnych odrębnościach konstrukcyjnych, ale także wizualnych. Lokomotywy zazwyczaj miały zewnętrze formy podporządkowane przede wszystkim użyteczności. Surowe funkcjonalne formy cechowały zwłaszcza parowozy niemieckie oraz, w odmienny sposób, amerykańskie. Rzadziej dbano także o estetykę, głównie w maszynach pasażerskich – szczególnie pod tym względem wyróżniały się brytyjskie parowozy osobowe i pospieszne z przełomu XIX i XX wieku, mające wiele urządzeń schowanych wewnątrz lub przykrytych ozdobnymi osłonami, oraz lakierowane na jaskrawe kolory. Często parowozy malowane były jednak w całości na czarno, ewentualnie z elementami w innych kolorach – taki system przyjęto między innymi w Niemczech i co do zasady w Polsce. Dopiero w latach 30. XX wieku zaznaczyła się ograniczona tendencja do konstruowania opływowych obudów aerodynamicznych dla parowozów pospiesznych – część z nich przy tym była stylizowana w stylu art déco. W połowie lat 30. nieliczne konstrukcje parowozów pospiesznych osiągnęły prędkość przekraczająca 200 km/h (maksymalnie 205 km/h, w USA). Oficjalny niepobity rekord prędkości 203 km/h należał do brytyjskiego parowozu Mallard. Podczas II wojny światowej budowano liczne serie uproszczonych ciężkich parowozów towarowych na potrzeby przewozów wojennych, jak niemiecka seria Br 52.
Budowy parowozów zaprzestano w Europie na przełomie lat 50. i 60. XX wieku. W Polsce klasyczne parowozy dla PKP produkowano do 1957 roku, a przemysłowe do 1963 roku. Dłużej produkowane były w krajach ówcześnie mniej rozwiniętych, między innymi w Chinach, gdzie zaprzestano ich produkcji w 1988 roku (seria QJ). Jednymi z nielicznych nowo budowanych konstrukcji były wąskotorowe parowozy firmy SLM Winterthur, wyprodukowane w 1992 roku dla szwajcarskiej kolei zębatej Brienz-Rothorn-Bahn (BRB), a następnie także innych kolei turystycznych, wykorzystujące nowoczesne technologie i rozwiązania konstrukcyjne jak sterowanie elektroniczne i opalanie olejowe.

### Znaczenie lokomotyw parowych
Wynalezienie i doskonalenie parowozu umożliwiło powstanie kolei i związane jest nierozłącznie z pierwszym stuleciem funkcjonowania i rozwoju sieci kolejowej. Spotykane są opinie, że żaden inny wynalazek nie wywarł tak wyraźnego wpływu na rozwój techniczny i społeczny cywilizacji. Parowóz umożliwił rewolucję przemysłową XIX wieku i mobilność społeczeństwa. Dopiero od końca XIX wieku praktyczną konkurencją dla niego stały się lokomotywy i pociągi elektryczne, a od lat 30. XX wieku także spalinowe, lecz musiały zyskać dojrzałość konstrukcyjną i początkowo były mało rozpowszechnione – a w przypadku elektrycznych, wymagały budowy sieci trakcyjnej. Główną wadą parowozów w porównaniu z innymi typami trakcji była mała sprawność energetyczna – jedynie do 8–10% zużywanej przez nie energii przeznaczane jest na pracę użyteczną. Parowozy mimo to nadal były podstawowym rodzajem lokomotyw w większości krajów przez kilka dalszych dziesięcioleci. W 1961 roku zbudowano ostatnie parowozy dla kolei państwowych w Europie. W USA przejście na lokomotywy spalinowe dokonało się już do końca lat 50., natomiast w Europie parowozy pozostały w służbie liniowej w zmniejszających się liczbach przez kolejne dekady – w Wielkiej Brytanii do 1968 roku, w Niemczech Zachodnich do lat 70., a w NRD do końca lat 80. Polskie Koleje Państwowe w 1975 roku miały 2582 czynne parowozy, odpowiadające za około 30% przewozów, a w 1984 roku jeszcze 948 czynnych parowozów. Z normalnej służby na PKP wycofano je w 1993 roku, pozostawiając nieliczne parowozy w wydzielonych parowozowniach. Do końca XX wieku parowozy prowadziły pociągi dalekobieżne w Indiach, a w 2005 roku wycofano je ze służby liniowej w Chinach. Jako atrakcja, ocalałe parowozy utrzymywane w sprawności nadal kursują na niektórych kolejach na świecie, zwłaszcza wąskotorowych, lub prowadzą pociągi specjalne. Przyczyną utrzymywania lub wprowadzania trakcji parowej na kolejach turystycznych jest jej większa atrakcyjność (z badań Instytutu Gallupa z lat 90. wynikało, że 79% ich pasażerów woli pociągi ciągnięte przez parowozy, a tylko dla 18% jest to obojętne).

## Budowa lokomotyw parowych
Lokomotywa parowa składa się ogólnie z trzech podstawowych zespołów: kotła, podwozia i silnika parowego wraz z mechanizmem ruchu. Na skutek spalania paliwa, w kotle wytwarzana jest pod ciśnieniem para wodna, a energia cieplna pary zamieniana jest w silniku parowym na energię mechaniczną, przenoszoną przez mechanizm napędowy na koła podwozia. Ponadto parowóz posiada na ogół budkę maszynisty, samodzielne urządzenia pomocnicze, oraz zapas paliwa i wody, przewożony najczęściej w specjalnym wagonie – tendrze. Poniżej opisane są typowe podzespoły używane w większości typów parowozów.

### Elementy składowe parowozu
1 Tender – wagon specjalnej konstrukcji do przewozu węgla (lub – rzadziej – mazutu) i wody dla parowozu.

2 Budka maszynisty – stanowisko z którego maszynista oraz palacz sprawują kontrolę nad parowozem.

3 Gwizdek (gwizdawka parowa) – zasilany parą gwizdek, zlokalizowany na szczycie kotła; stosowany jako urządzenie sygnalizacyjne i ostrzegawcze.

4 Drąg stawidłowy – drąg metalowy łączący regulator ruchu suwaka z jarzmem stawidła; za jego pomocą maszynista określa poziom wypełnienia tłoków parą, a w efekcie kierunek jazdy.

5 Zawór bezpieczeństwa – samoczynnie otwierający się zawór ciśnieniowy mający przeciwdziałać przekroczeniu dopuszczalnego ciśnienia w kotle.

6 Turbo-generator – mała turbina parowa połączona bezpośrednio z prądnicą latarni.

7 Piasecznica – urządzenie, którego zadaniem jest podawanie piasku pod koła napędowe, zapobiegając ich poślizgowi, zwłaszcza podczas ruszania i przy hamowaniu.

8 Drąg przepustnicy – kontroluje poziom rozwarcia zaworu przepustnicy, kontrolując ilość pary przesyłanej do cylindrów.

9 Zbieralnik pary – pojemnik zlokalizowany na szczycie kotła zbierający parę nasyconą. Jego funkcją jest uniemożliwienie zalania wodą silnika parowego, zwłaszcza podczas jazdy po pochyłościach, co mogłoby spowodować awarię.

10 Sprężarka – napędzana parą, zapewnia sprężone powietrze do operowania hamulcami pociągu.

11 Dymnica – przedłużenie walczaka, zbiera gorące gazy ze skrzyni ogniowej. Często zawiera sito mające przeciwdziałać wydostawaniu się iskier przez komin. Zwykle zaopatrzona w dyszę pary odlotowej, która zapewnia cug wzmagający ogień i zapobiega dostawaniu się płomieni i dymu do budki maszynisty.

12 Przewód główny – prowadzi parę do cylindrów.

13 Drzwi dymnicy – na zawiasach, ułatwiają dostęp do dymnicy podczas czyszczenia i napraw.

14 Rusztowanie – za które można złapać się w trakcie przemieszczania po pomoście

15 Tylna oś toczna – tylne koła toczne podtrzymują wagę budki oraz paleniska.

16 Pomost – po którym poruszają się mechanicy podczas inspekcji i przeglądów.

17 Ostoja – rama pojazdu, zależnie od budowy i zastosowania taboru ostoja może być metalowa lub drewniana, a pod względem zawieszenia na osi, zewnętrzna lub wewnętrzna (umocowana po zewnętrznej lub wewnętrznej stronie koła).

18 Hamulec i blok hamulca – jest dociskany do wszystkich kół napędowych wstrzymując ich obrót.

19 Rura piasecznicy – wyrzuca piach bezpośrednio przed koła, wzmagając tarcie i polepszając przyczepność.

20 Wiązar – łączy koła napędowe.

21 Stawidło – system prętów i łączników synchronizujących zawory z tłokami, kontrolujący kierunek ruchu i moc lokomotywy.

22 Wał stawidłowy/ korbowód – stalowe ramię zamieniające poziome ruchy tłoka w ruch obrotowy kół napędowych. Połączenie między tłokami a korbowodem wzmocnione jest poziomym suwakiem znajdującym się za cylindrem.

23 Tłoczyska – łączy tłok z osią krzyżową, napędzając korbowód.

24 Tłok – ruszając się w przód i w tył dzięki ciśnieniu pary w cylindrze napędza koła.

25 Zawory – kontrolują ilość pary trafiającej do cylindrów; za synchronizację odpowiada tłok w cylindrze suwaka, którego położenie jest zmieniane poprzez wodzik.

26 Skrzynia suwakowa – mała, często cylindryczna komora znajdująca się bezpośrednio nad lub obok głównego cylindra, odpowiedzialna za rozdział dostarczanej pary wlotowej.

27 Skrzynia ogniowa – Komora paleniska zwykle wbudowana w kocioł i otoczona wodą. Jako opał posłużyć może prawie każde paliwo, ale najczęściej stosowany jest węgiel, koks, drewno lub olej.

28 Rury ogniowe/ płomienice i płomieniówki – przewodzi rozgrzane gazy poprzez kocioł, podgrzewając wodę.

29 Kocioł – znajdująca się w nim woda jest podgrzewana gorącymi gazami przenoszonymi przez rury ogniowe w efekcie czego powstaje para.

30 Rury przegrzewacza – ponownie przepuszczają parę przez kocioł osuszając ją i „przegrzewając”, zwiększając efektywność i moc silnika.

31 Przepustnica – kontroluje ilość pary dostającej się do tłoków.

32 Przegrzewacz – część kotła parowego, przeważnie w postaci wiązki rur, służy do ogrzania pary nasyconej powyżej temperatury nasycenia i otrzymania pary przegrzanej.

33 Komin – krótki przewód kominowy wyrzuca efekty spalania paliwa w taki sposób, by nie przesłaniały widoku maszyniście. Rozszerzony na dole koniec wprowadzony jest zwykle w dymnicę.

34 Latarnia – oświetla drogę z przodu i ostrzega, a jej ustawienie przekazuje podstawowe informacje o pociągu.

35 Przewód hamulca zespolonego – przewód ciśnieniowy lub próżniowy kontrolujący działanie hamulców.

36 Zbiornik wody – zawiera wodę przekazywaną do kotła celem wytworzenia pary. Ciśnienie potrzebne do przetaczania wody wytwarza para pochodząca – w zależności od sytuacji – z kotła lub z tłoków.

37 Skrzynia węglowa – zawiera zapas paliwa dla paleniska. Paliwo wprowadzane jest ręcznie, lub – w późniejszych modelach – mechanicznie.

38 Ruszt – krata utrzymująca płonące paliwo pozwalająca jednocześnie na przesypywanie się niepalnego popiołu w dół do popielnika.

39 Popielnik – zbiera popiół ze spalonego paliwa.

40 Maźnica – zawiera łożysko ślizgowe osi kół napędowych.

41 Wahacz – część systemu zawieszenia parowozu; podłączony do resorów, zdolny do obracania się na ich osi. Jego funkcją jest równomierne rozmieszczenie obciążenia na osiach podczas poruszania się po nierównym torze.

42 Resor – główny element zawieszenia lokomotywy. Każde z kół napędowych podczepione jest do jednego resora.

43 Koło napędowe – koła napędzane przez tłoki, których obrót wywołuje ruch lokomotywy. Specjalne obciążniki powodują, że środek ciężkości osi napędowych jest równy ze środkiem rotacji kół.

44 Widły maźnicze – łączą resor z obudową łożyska osi kół napędowych.

45 Dysza – kieruje parę odlotową w górę komina tworząc cug, który zasysa powietrze z paleniska wzdłuż rurek w kotle.

46 Przedni wózek toczny – przednie koła toczne, prowadzące lokomotywę po torach.

47 Sprzęg – urządzenie z przodu i tyłu lokomotywy odpowiedzialne za dołączanie wagonów.
Zawór zasilający (nie pokazany na rysunku) – zawór przeciwpróżniowy pozwalający na zasysanie powietrza z przegrzewacza i cylindrów, co pozwala na zasilenie paleniska w czasie kiedy regulator pozostaje zamknięty.

### Kocioł

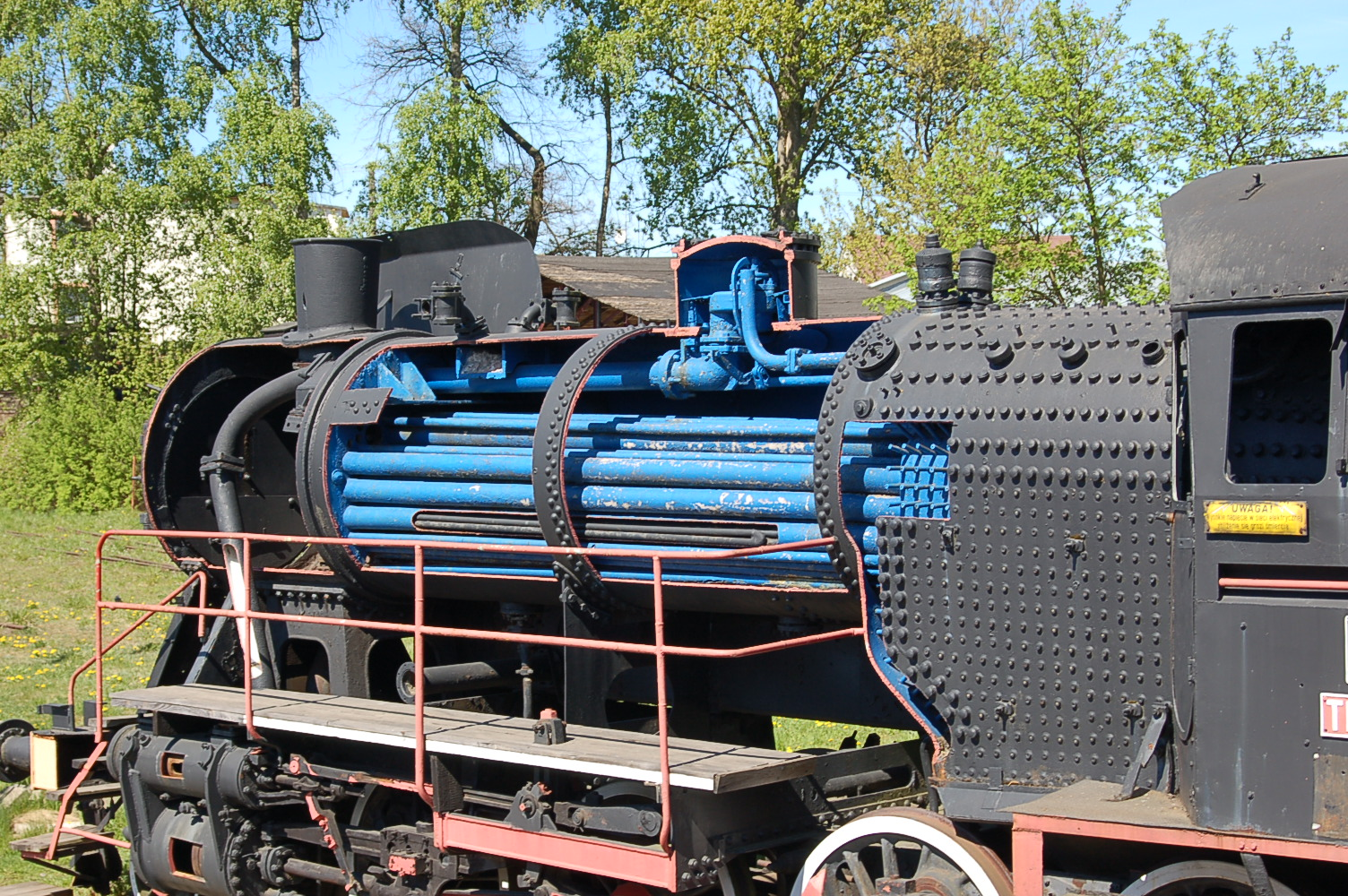
Przekrój przez kocioł parowozu TKt48 – widoczne cieńsze płomieniówki, grubsze płomienice (z rurkami przegrzewacza wewnątrz) oraz przepustnica w zbieralniku pary. Po prawej stojak kotła z zespórkami.

Kocioł parowozu służy do wytwarzania pary wodnej i w swojej wykształconej postaci składa się z dwóch zasadniczych części – walczaka (poziomego kotła cylindrycznego) i stojaka (kotła skrzyniowego), w którym umieszczone jest palenisko. Palenisko na wczesnym etapie rozwoju parowozów zwiększało swoje rozmiary, aż przybrało postać skrzyni ogniowej umieszczonej w wyodrębnionym stojaku. Z przodu walczaka znajduje się dymnica, nad którą jest komin. Przez walczak kotła przechodzą, od paleniska do dymnicy, liczne rury ogniowe, którymi gorące gazy spalinowe uchodzą do komina podgrzewając wodę w walczaku. Rury te dzielą się na płomieniówki (o małej średnicy) oraz płomienice (o dużej średnicy), stosowane obok płomieniówek w parowozach wyposażonych w przegrzewacz. Płomieniówki i płomienice mają ujście w ścianach sitowych na obu końcach walczaka. Wewnętrzna powierzchnia skrzyni ogniowej i rur ogniowych stanowi powierzchnię ogrzewalną kotła. W celu zapewnienia dobrego ciągu powietrza dla intensywnego spalania, w dymnicy umieszczona jest dysza, kierująca wylot zużytej pary do komina i tym samym wytwarzająca tam podciśnienie. Dymnica ma z przodu drzwi inspekcyjne z zamknięciem różnych systemów (często typowym dla konstrukcji danego kraju). Kocioł wykonany jest ze stali, w technologii nitowania albo – w nowszych parowozach – spawania.

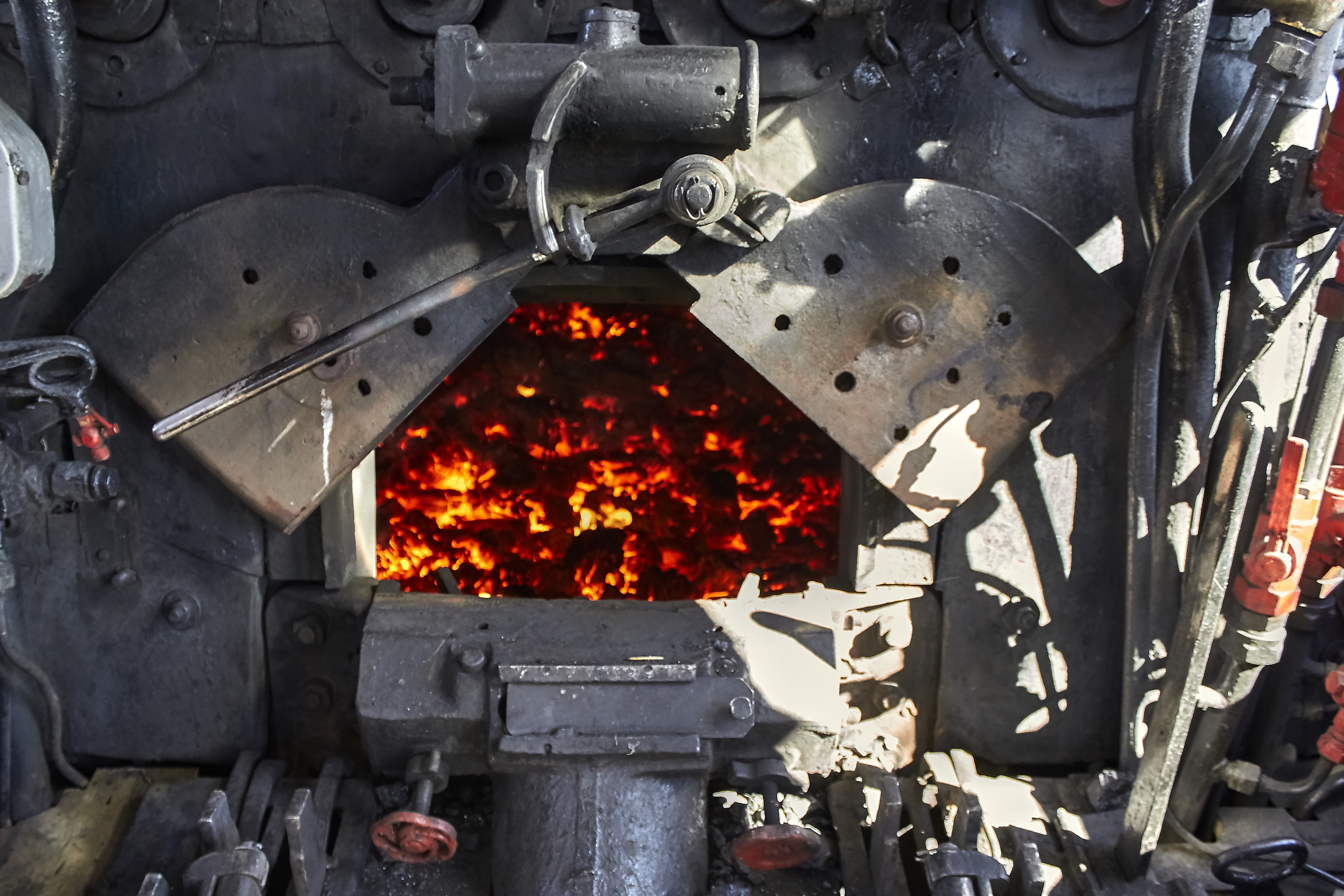
Rozchylane drzwiczki paleniska – poniżej widoczna rura podajnika węgla (stokera)

Palenisko (skrzynia ogniowa) było początkowo najczęściej wykonywane z miedzi lub stopu miedzi z niklem, a od okresu II wojny światowej ze stali. Przestrzeń między skrzynią ogniową a płaszczem stojaka wypełnia woda; oba elementy połączone są złożonym systemem licznych zespórek, aby nie dopuścić do deformacji kotła. Rzadziej stosowane są specyficzne konstrukcje stojaka Belpaire′a (z płaskim sklepieniem) lub Brotana (ze ścianami paleniska wykonanymi z pionowych rurek z wodą, łączących dolne i górne zbiorniki). We wczesnych parowozach stosowany był także kopulasty kocioł Bury′ego. Spód skrzyni ogniowej stanowi ruszt, pod którym znajduje się popielnik, często z klapami bocznymi regulującymi dopływ powietrza. W ścianie drzwiczkowej paleniska i płaszcza znajdują się otwierane lub rozchylane drzwiczki, służące do ręcznego dorzucania węgla łopatą na ruszt przez palacza. W części nowszych konstrukcji stosowany jest ponadto mechaniczny podajnik węgla z tendra, tzw. stoker. Parowozy opalane są przede wszystkim węglem kamiennym, lecz część parowozów była przystosowana także do spalania innych rodzajów paliwa stałego, jak węgiel brunatny, lignit, drewno lub pył węglowy. W niektórych krajach stosowano paliwa płynne (olej lub inne pochodne ropy naftowej), co wymagało większych zmian w zakresie paleniska i tendra. Jednym z czynników wpływających na moc kotła i parametry parowozu jest powierzchnia rusztu, limitowana fizycznie wymiarami i konstrukcją parowozu – zwłaszcza na szerokość, jeśli palenisko znajdowało się pomiędzy ostojnicami lub kołami napędowymi. Powierzchnia rusztu była uzależniona także od używanego paliwa – w parowozach opalanych wysokokalorycznym węglem mogła być mniejsza, a w razie stosowania mniej kalorycznych gatunków węgla albo drewna musiał być stosowany szerszy ruszt, gdyż jego nadmierne wydłużanie skracało z kolei walczak. Pociągało to za sobą konieczność umieszczenia wyżej paleniska i kotła, albo innego usytuowania kół napędowych i często dodania jednej lub nawet dwóch osi tocznych podpierających palenisko. Specjalne paleniska bez rusztu, z palnikami, mają parowozy opalane paliwem płynnym. W celu ułatwienia oczyszczania, ruszt jest zazwyczaj podzielony na sekcje, które mogą być wstrząsane za pomocą dźwigni (ruszt wstrząsany) lub wywracane (ruszt wywrotowy).
Para powstająca w kotle zbiera się w jego górnej części, przede wszystkim w wystającej kopule – zbieralniku pary. W zbieralniku pary znajduje się przepustnica, służąca do regulowania ilości pary dopływającej do silnika. Para powstająca w ten sposób jest parą nasyconą, która w starszych parowozach była wykorzystywana bezpośrednio do napędu silników. Poprawę sprawności cieplnej kotła umożliwiło zastosowanie od początku XX wieku wynalazku przegrzewacza, dla uzyskania pary przegrzanej. Największe rozpowszechnienie uzyskał przegrzewacz rurowy konstrukcji Schmidta, którego główny element stanowią cienkie rurki wsunięte do płomienic. Para nasycona jest odprowadzana do wiązki rurek przegrzewacza, gdzie ulega przegrzaniu do temperatury ponad 300 °C i dopiero wówczas jest kierowana do silników. W ciągu kilkunastu lat przegrzewacz stał się powszechnym elementem parowozów, zarówno z silnikiem z pojedynczym, jak i podwójnym rozprężaniem pary. Bez przegrzewacza budowano nadal jedynie część mniejszych parowozów, np. manewrowych lub przemysłowych.

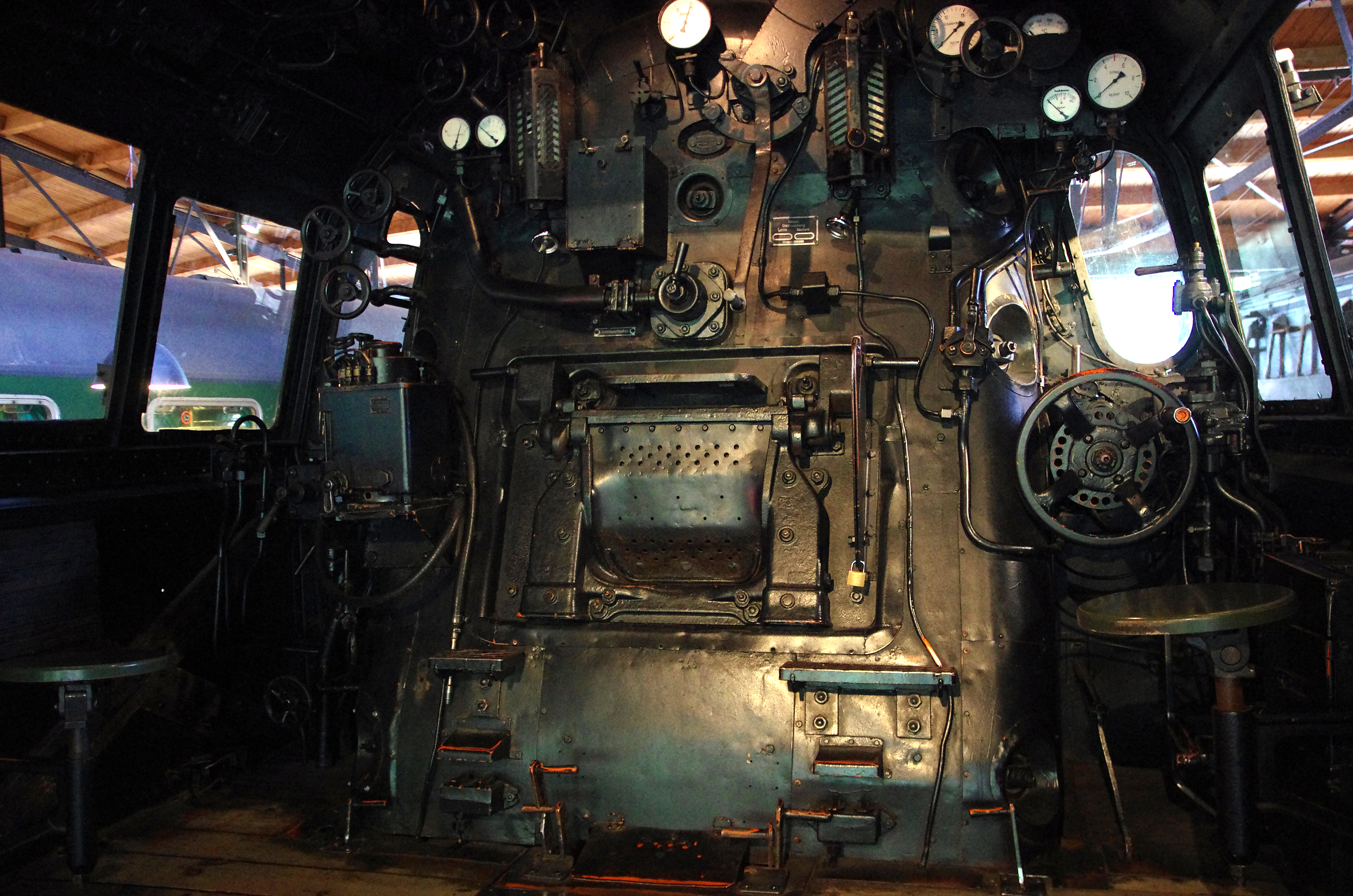
Uchylne drzwiczki paleniska i osprzęt kotła w budce maszynisty niemieckiego parowozu. Na górze dwa charakterystyczne pionowe wodowskazy.

Kocioł, będący zbiornikiem ciśnieniowym, jest poddawany rygorystycznym wymogom bezpieczeństwa. Musi być wyposażony w odpowiedni osprzęt (armaturę), jak zawory bezpieczeństwa, wodowskazy, manometry do pomiaru ciśnienia, termometry. Konieczna jest stała kontrola przez obsługę poziomu wody w kotle, gdyż zbyt niski poziom – nie przykrywający całkowicie skrzyni ogniowej, grozi uszkodzeniem, a nawet wybuchem kotła, a zbyt wysoki poziom jest niekorzystny z punktu widzenia sprawności. W tym celu kocioł wyposażony jest w szklany wodowskaz i zespół kurków probierczych na różnych wysokościach, lub dwa wodowskazy. Jako zabezpieczenie w razie spadku poziomu wody, w skrzyni ogniowej stosowane są korki topliwe, które powinny się stopić w razie wzrostu temperatury. Ponadto kotły wyposażone są w zawory bezpieczeństwa, które otwierają się przy wzroście ciśnienia ponad ustaloną granicę, wypuszczając nadmiar pary do atmosfery. Do pracy kotła są konieczne urządzenia służące do uzupełniania wody, która musi być podawana pod ciśnieniem wyższym, niż panujące w kotle. We wczesnych parowozach stosowano pompy napędzane od osi parowozu, które mogły pracować tylko w czasie jazdy. Stosowano też pompy parowe, lecz największą popularność zdobył wynaleziony w 1857 roku inżektor, w którym do napełniania kotła wodą, a zarazem wstępnego jej podgrzania, wykorzystano ciśnienie pary, świeżej, albo zużytej (odlotowej). Przy zasilaniu za pomocą pomp, stosuje się dodatkowo podgrzewacze wody zasilającej, dla uniknięcia dużych wahań temperatury wody. Kocioł dla izolacji termicznej i zmniejszenia strat energii osłonięty jest otuliną z blach stalowych, w odległości 20–50 mm, z warstwą powietrza między kotłem a otuliną.

### Podwozie
Podwozie typowej lokomotywy parowej, w wykształconej postaci od końca XIX wieku, tworzy ostoja – stalowa rama nośna, złożona z dwóch wzdłużnych belek (ostojnic) połączonych poprzecznicami. W zależności od technologii wykonania ostojnic wyróżnia się ostoje blachowe (profile tłoczone z blachy), belkowe (z walcowanych płyt stalowych) i kombinowane. Ostojnice mają wycięcia i wykroje, w których mogą poruszać się w pionie łożyska osi zawieszone na sprężynach płaskich (resorach), rzadziej śrubowych. Resory mogą być sprzężone ze sobą wahaczami. Po dwa koła osadzone na wspólnej osi tworzą zestawy kołowe osadzone w łożyskach (najczęściej maźnicach, w nowszych konstrukcjach łożyskach tocznych). Osie wiązane stanowią sztywny układ, stąd w celu ułatwienia parowozom o większej liczbie kół wiązanych pokonywania łuków niektóre zestawy kołowe mogą mieć możliwość przesuwania się na boki o kilkanaście – kilkadziesiąt milimetrów albo mieć zwężone (podcięte) lub usunięte obrzeża w przypadku osi środkowych.

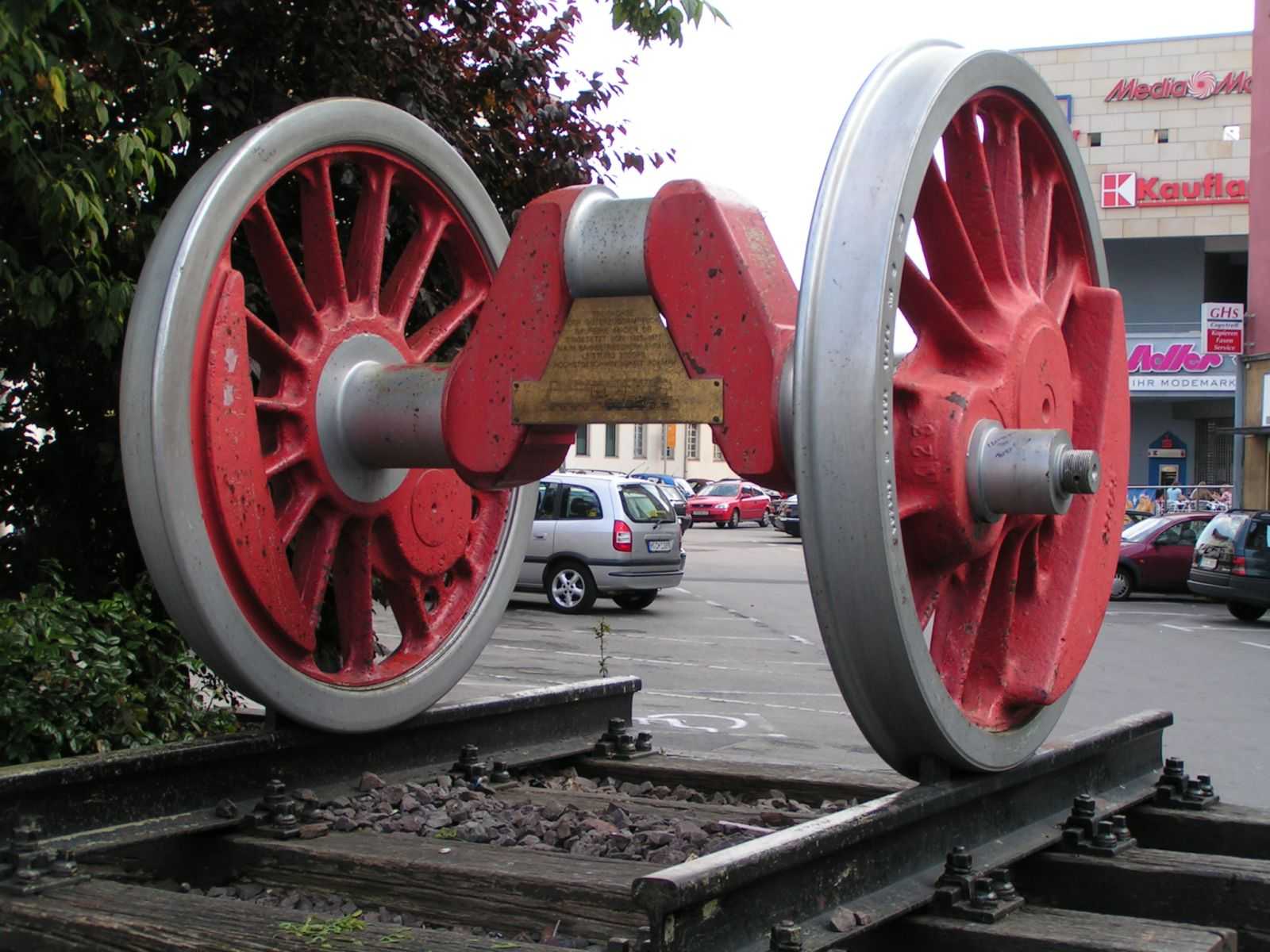
Oś silnikowa (wykorbiona) trzycylindrowego parowozu niemieckiej serii 44

Zestawy kołowe (osie) parowozu dzielą się na napędowe oraz toczne. Osie napędowe są to koła wprawiające parowóz w ruch (stanowiące część mechanizmu ruchu parowozu) i najczęściej są to osie wiązane, poza rzadkimi starszymi konstrukcjami posiadającymi tylko jedną oś napędową. Koła napędowe posiadają na ogół na zewnętrznej stronie czopy korbowe połączone wiązarami – stalowymi belkami wiążącymi koła kolejnych zestawów z osią silnikową. Działanie silnika przenoszone jest na czopy osi silnikowej za pomocą korbowodu. W części konstrukcji koła osi silnikowej napędzane były za pomocą wykorbionej osi (zamiast czopów korbowych lub uzupełniająco). Dla zrównoważenia ciężaru czopów i wiązarów, koła mają po przeciwległej stronie odciążki. Sporadycznie, w konstrukcjach z zewnętrzną ostoją, koła były wiązane za pomocą korb Halla na osiach wystających poza ostoję. Średnice kół napędowych są dobrane w zależności od prędkości konstrukcyjnej, aby nie przekraczać 300 – 350 obrotów na minutę i dla XX-wiecznych parowozów normalnotorowych wynoszą na ogół od 1400 do 2000 mm. W polskiej praktyce parowozy towarowe mają koła o średnicy do 1450 mm, pospieszne – od 1850 mm, a osobowe – pośredniej średnicy. Koła napędowe najczęściej są szprychowe, rzadziej tarczowe lub typu boxpok, o dwóch sprasowanych tarczach z otworami.

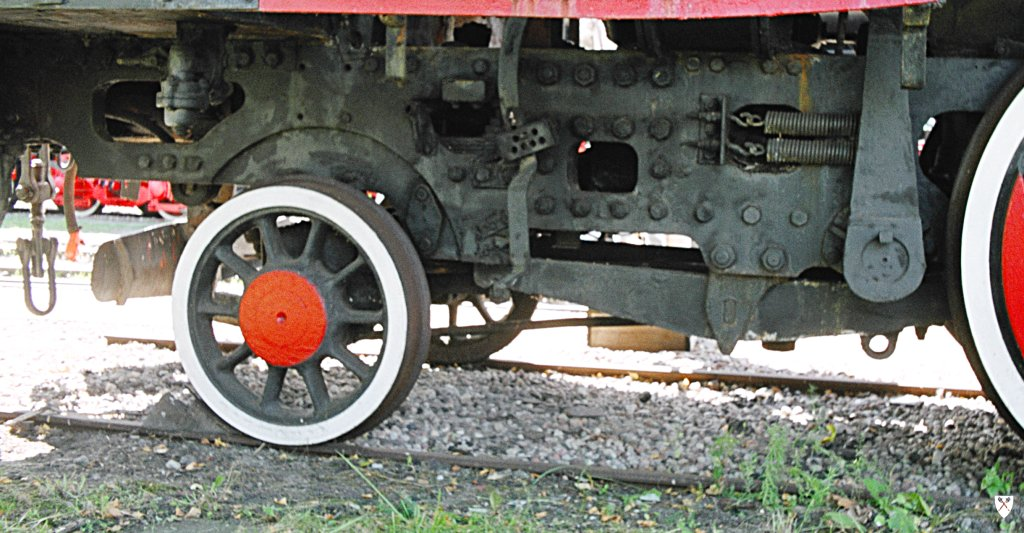
Tylna oś toczna tendrzaka TKt48 (wózek Kraussa-Helmholtza)

Osie toczne o mniejszej średnicy, które mogą być stosowane z przodu i tyłu parowozu, przenoszą część nacisku parowozu na tor i ułatwiają jego prowadzenie w torze (wchodzenie w łuki). Muszą mieć pewną swobodę ruchów poprzecznych, zapewnianą przez różne konstrukcje wózków dwuosiowych lub jednoosiowych (Bissela, Kraussa-Helmholtza) albo osi przesuwnych Adamsa. W przypadku osi tocznych stosowanych z tyłu mniej istotna była ich rola polepszająca prowadzenie parowozu (poza tendrzakami, jeżdżącymi w obu kierunkach), natomiast stosowano je w celu podparcia zwiększających się palenisk kotłów. Zwłaszcza w parowozach pospiesznych koła podtrzymujące umożliwiały stosowanie szerszego paleniska, które nie było ograniczone przez konieczność zmieszczenia się między dużymi kołami napędowymi.

### Silniki i mechanizm ruchu
W parowozach jednoczłonowych istniało kilka wariantów umieszczenia silników parowych. Najpowszechniejszy układ to silnik dwucylindrowy, z cylindrami umieszczonymi poziomo na zewnątrz ostoi, po obu bokach, w przedniej jej części. W XIX wieku stosowano także układ z dwoma cylindrami umieszczonymi wewnątrz ostoi, pod kotłem, napędzającymi oś silnikową za pomocą osi wykorbionej. Oś wykorbiona stosowana była także później w konstrukcjach trzy- i czterocylindrowych, w których dwa cylindry umieszczone są na zewnątrz, a jeden lub dwa wewnątrz ostoi. Często, dla zmniejszenia obciążeń, poszczególne zespoły cylindrów w parowozach wielocylindrowych napędzały różne osie wiązane.
Pierwotnym typem silnika był silnik bliźniaczy, składający się z dwóch lub więcej takich samych cylindrów o pojedynczym rozprężaniu pary. Drugim opracowanym w 1876 roku rodzajem silnika był silnik sprzężony (compound) podwójnego rozprężania, w którym para najpierw ulegała rozprężaniu w cylindrze wysokiego ciśnienia, a następnie przepływała rurą przelotową do cylindra niskiego ciśnienia. Pozwalało to na bardziej ekonomiczną pracę, kosztem jednak większej komplikacji silnika.
W silnikach parowozów stosowane są cylindry dwustronnego działania, w których ciśnienie pary naciska na tłok na przemian z obu stron, umożliwiając jego ruch posuwisto-zwrotny bez jałowych suwów. Dzięki przesunięciu korb obydwu korbowodów na osi napędzanej o 90° względem siebie nie ma martwych położeń i zawsze na któryś tłok z jednej strony działa para.
Niezbędną częścią silnika jest rozrząd pary (mechanizm parorozdzielczy, stawidło), który steruje otwieraniem i zamykaniem kanałów wlotu i wylotu pary w silniku – kolejno wpuszcza parę z jednej i drugiej strony tłoka oraz wypuszcza parę zużytą. Kolejność otwierania i zamykania kanałów określa kierunek jazdy parowozu. Istotna jest również możliwość regulacji napełnienia cylindra, dzięki czemu przy ruszaniu z miejsca parowóz może osiągać dużą siłę pociągową przy całkowitym napełnieniu, a w trakcie jazdy ta siła może być zmniejszana odpowiednio do potrzeb, wpływając na ekonomię zużycia paliwa. Sposób rozrządu przechodził największe zmiany w toku rozwoju silników parowych. W najpowszechniej stosowanym rozrządzie suwakowym kanały wlotu i wylotu pary w cylindrze otwiera i zamyka suwak, poruszający się w skrzyni suwakowej silnika. Pierwotnie stosowano suwaki płaskie, ale wraz ze wzrostem ciśnienia i temperatury spowodowanym przejściem na parę przegrzaną zastąpiły je różne konstrukcje suwaków tłokowych. Ruchem suwaka steruje układ cięgieł, dźwigni, zawieszek, mimośrodów i innych części, który na przestrzeni XIX wieku był ulepszany przez licznych konstruktorów. Stosowano m.in. rozrządy systemów Stephensona, Goocha, Allana, Joya, Bakera. Od połowy XIX wieku największą popularność na świecie zdobył, w miarę prosty i dokładnie pracujący, kulisowy system sterowania rozrządem Walschaertsa-Heusingera. Oprócz rozrządów suwakowych stosowano sporadycznie rozrządy zaworowe, np. Lentza.

### Urządzenia pomocnicze i dodatkowe wyposażenie
Wśród typowych urządzeń pomocniczych parowozu znajdują się piasecznice, podające piasek pod koła napędowe. Do celów sygnalizacyjnych parowozy są wyposażone w gwizdawki parowe, a w starszych konstrukcjach dzwony parowe lub pneumatyczne. W celu umożliwienia jazdy w nocy parowozy mają oświetlenie elektryczne (dawniej naftowe), dla którego prąd wytwarza turbogenerator. Elementem związanym z podwoziem są hamulce: dawniej mechaniczne z dźwignią przerzutową lub parowe, następnie pneumatyczne. W razie wyposażenia w hamulce pneumatyczne, parowozy wyposażane są w sprężarkę.
Elementem konstrukcji parowozów bywa pomost biegnący po obu stronach kotła do czołownicy, ułatwiający kontrolę i konserwację. Częstym elementem wyposażenia nowszych parowozów stały się blachowe wiatrownice (odchylacze dymu), zamontowane przy dymnicy lub kominie, dla zmniejszenia zadymiania stanowiska maszynisty. Starsze parowozy miewały na kominach duże lejkowate lub baniaste odiskierniki, służące do tłumienia iskier, które mogłyby spowodować pożar (typowe zwłaszcza dla konstrukcji austriackich i starych amerykańskich). Dodatkowym elementem wyposażenia niektórych parowozów, szczególnie popularnym wśród starych konstrukcji amerykańskich, stał się przedni lemiesz do zgarniania przeszkód lub zwierząt z toru (tzw. cowcatcher).

## Nietypowe konstrukcje
W celu zapewnienia dużej siły pociągowej dla parowozów jeżdżących po terenach górskich, wymagających wielu osi napędowych dla dobrej przyczepności, a jednocześnie cechujących się często ostrymi łukami, konstruowano parowozy wieloczłonowe. Wśród nich, w połowie XIX wieku powstały parowozy z dwoma skrętnymi wózkami napędowymi z własnymi silnikami – systemu Fairliego (z dwustronnym kotłem z podwójnym paleniskiem pośrodku) oraz różnych odmian systemu Meyera (Günthera-Meyera, Bousqueta-Meyera, Kitsona-Meyera). Większą popularność zyskały parowozy systemu Malleta (1886 rok), z tylnym zespołem napędowym sztywno osadzonym w ostoi oraz przednim skrętnym wózkiem napędowym z silnikami. Ciężkie parowozy tego typu mogły mieć czteroosiowe zespoły napędowe i wózki, nawet w liczbie trzech (układ Triplex-Mallet). Ostatnim typem były parowozy systemu Garrata, z ostoją parowozu opartą na dwóch dużych obrotowych wózkach napędowych, wystających poza ostoję, na których przewożono też zapas węgla i wody (1909 rok).
Do specyficznych zastosowań na amerykańskich kolejach leśnych powstały parowozy wieloczłonowe z wózkami napędowymi, na które napęd przenoszono wałami i przekładniami zębatymi, przede wszystkim systemu Shaya, poza tym mniej popularnych systemów Heislera i Climax.
Specyficzną grupę stanowią parowozy kolei zębatych, służące do pracy na stromych zboczach, posiadające zębate koła napędowe współpracujące z zębatką, konstruowane od 1870 roku. Większość typów posiada ponadto klasyczny napęd typu adhezyjnego i używa napędu zębatego na fragmentach torów. Jest to niejednolita grupa, obejmująca parowozy różnych systemów i układów konstrukcyjnych, przystosowanych często do pracy na pochyłości, np. ze skośnie zamocowanym kotłem. Ogółem powstało ich około tysiąca.
Parowóz bezogniowy to parowóz nieposiadający paleniska, zamiast kotła wyposażony w ciśnieniowy zasobnik pary, w którym para była uzupełniana okresowo ze stacjonarnego zbiornika. Stosowane były do pracy w fabrykach i składach zagrożonych wybuchem.
Z parowozów o klasycznej konstrukcji, lecz nietypowych rozwiązaniach, w USA w II połowie XIX wieku powstawały mało liczne parowozy typu camelback (pol. garb wielbłąda), z budką maszynisty obejmującą pośrodku kocioł po obu stronach, a stanowiskiem palacza umieszczonym klasycznie, za kotłem. Taki układ przyjęty był w celu pomieszczenia szerokiego paleniska o dużej powierzchni, dla gorszych odpadowych gatunków węgla. Innymi nietypowymi nielicznymi parowozami były lekkie tendrzaki do pociągów podmiejskich połączone z przedziałem służbowym, pocztowym lub bagażowym w tylnej części.

## Najważniejszetypyeksploatowane w Polsce
W 1918 roku, po odzyskaniu niepodległości przez Polskę, w wyniku repartycji znalazły się w kraju parowozy ze wszystkich dawnych zaborów. W 1920 roku Polska posiadała 4762 parowozy ponad 160 typów – w tym 3012 z Niemiec, 1474 z Austro-Węgier i 276 z Rosji. Wiek niektórych maszyn przekraczał 40 lat, a konstrukcje (o 2 lub 3 osiach napędowych z kotłami na parę nasyconą) były przestarzałe i nieekonomiczne.
Przestarzałe lokomotywy zastępowano stopniowo nowszymi parowozami, przede wszystkim będącymi wynikiem prac polskich konstruktorów. Należy tu wyróżnić przedwojenne konstrukcje Pt31 i Ty37. Podstawą trakcji dla ruchu towarowego były jednak dawne pruskie parowozy Tp4, stopniowo zastępowane przez polskie Ty23, dla osobowego – dawne pruskie Ok1, stopniowo zastępowane przez polskie Ok22, natomiast dla pospiesznego – dawne pruskie Ok1, stopniowo zastępowane przez polskie Ok22, a później Pt31.
W wyniku wojennej zawieruchy znaczna część taboru została rozproszona i utracona. Powojenne rewindykacje przebiegały opornie. Nie odzyskano nigdy parowozów przejętych przez Związek Radziecki. Po wojnie natomiast trafiła do Polski znaczna liczba parowozów niemieckich. Część z nich była przestarzała lub znajdowała się w bardzo złym stanie technicznym. Lokomotywy serii Ty2 okazały się jednak niezwykle przydatne ze względu na swoją niezawodność, prostotę konstrukcji i niski nacisk osiowy umożliwiający wykorzystanie częstych w Polsce bardzo słabych torowisk. Zaraz po wojnie braki taboru uzupełniano zakupami zagranicznymi (Tr201, Tr202, Tr203, Ty246), a później własnymi polskimi konstrukcjami, z których wyróżnić należy znakomity tendrzak osobowy TKt48 oraz ciężką lokomotywę towarową Ty51.
- Parowozy osobowe:
  - Od2,
  - Ok1, Ok22,
  - Ol12, Ol49,
  - Os24,
  - OKl27,
  - OKz32.
- Parowozy pospieszne:
  - Pd1, Pd5,
  - Pm2, Pm3,
  - Pm36,
  - Pt31, Pt47,
  - Pu29.
- Parowozy towarowe:
  - Ti4,
  - Tp1, Tp2, Tp4, Tp15,
  - Tr11, Tr12, Tr21,
  - Tr201, Tr202, Tr203,
  - Ty23,
  - Ty2/Ty42, Ty3/Ty43, Ty4,
  - Ty37, Ty45, Ty51,
  - Ty246,
  - Tw1, Tw12,
  - przetokowe/manewrowe: TKh49, TKp,
  - tendrzaki: TKi3, TKt48, TKw2.
- Parowozy wąskotorowe:
  - Px29,
  - Px48,
  - Tw53,
  - Las,
  - T49/Ryś,
  - HF,
  - Kp4.

## Naprawy
Utrzymanie parowozu w ruchu jest tańsze niż odpowiadających klasą lokomotyw elektrycznych czy spalinowych. Parowóz musi jednak przechodzić regularne okresowe naprawy, podczas których jest rozbierany na części, konserwowany i z powrotem składany. Wymianie ulegają też elementy, które wydają się zużyte lub których przewidywany czas życia dobiegł końca i wymagają wymiany podczas bieżącej naprawy. Prawidłowo eksploatowany parowóz jest urządzeniem prawie bezawaryjnym. W czasach świetności trakcji parowej zdarzało się, że maszyny Pt47 potrafiły przejechać bez wygaszenia i jakichkolwiek napraw ponad milion kilometrów. Drobne usterki są zazwyczaj naprawiane w trasie lub w parowozowni. W chwili obecnej awarii ulegają zazwyczaj sprężarka, inżektor, przepustnica albo generator prądu. W obecnie użytkowanych parowozach zdarzają się także usterki wynikające z wieku maszyn i zmęczenia materiału, jak np. pęknięcia części nośnych (np. ostojnicy).
W polskich warunkach przyjęło się, że lokomotywa parowa przechodzi:
| Rodzaj naprawy           | Częstotliwość                                      | Zakres prac |
| ------------------------ | -------------------------------------------------- | --- |
| Naprawa rewizyjna        | Co 2 lata                                          | Rewizja zewnętrzna, próba ciśnieniowa parowa 16 atmosfer, wymiana zużytych elementów jezdnych, wymiana (naprawa) elementów zewnętrznych parowozu (inżektory, sprężarki, przepustnica itd.) |
| Naprawa główna           | Co 6 lat (może być odroczona maksymalnie o 2 lata) | Rewizja wewnętrzna, próba ciśnieniowa wodna 21 atmosfer, naprawa jak w przypadku naprawy rewizyjnej + rozmontowanie struktur wewnątrz kotła (płomieniówki, ściana sitowa itd.)             |
| Wymiana skrzyni ogniowej | Co 18 lat                                          | Wykonywana podczas co trzeciej naprawy głównej. Wymieniane są struktury paleniska i skrzyni ogniowej                                                                                       |

Naprawy lokomotyw parowych prowadzą głównie zakłady napraw taboru kolejowego w Chabówce, Lesznie oraz Pile.

## Czynne lokomotywy parowe
W Europie najwięcej parowozów w regularnej służbie zostało zachowanych w Niemczech, gdzie obsługują codziennie kilkanaście historycznych linii kolejowych. Największą siecią korzystającą na co dzień z trakcji parowej jest 140-kilometrowa sieć wąskotorowa Harzer Schmalspurbahnen (prześwit toru: 1000 mm) posiadająca 25 parowozów, w tym około 15 czynnych. Dzięki dużej liczbie zachowanych czynnych parowozów w wybrane dni roku na wybranych liniach, zazwyczaj przy okazji jubileuszów, lokomotywy parowe przejmują obsługę codziennych pociągów pasażerskich i towarowych także na normalnym torze (tzw. Plandampf) – czasami na obszarze całego węzła kolejowego. W Polsce były takie plany przy okazji Parady Parowozów lub Parowozjady, ale jak dotąd Plandampf w polskim wydaniu nie doszedł do skutku.
W chwili obecnej w Polsce sprawnych jest około 20 lokomotyw parowych. Wszystkie mają ponad 50 lat i stanowią obiekty muzealne. Kilkadziesiąt maszyn jest w stanie nadającym się do w miarę prostego przywrócenia do ruchu, lecz obecnie niszczeją odstawione na bocznicach.
Więcej polskich maszyn jest sprawnych poza granicami kraju (Szwajcaria, Niemcy, Belgia, Austria, Indie) niż w Polsce.
Polskie lokomotywy parowe utrzymywane są w sprawności m.in. dzięki wsparciu miłośników kolei z zagranicy. Koszt naprawy głównej TKt48-18 pokrył w całości angielski pasjonat, natomiast utrzymanie wolsztyńskich maszyn regularnie sponsoruje towarzystwo The Wolsztyn Experience.
Kilka lokomotyw parowych funkcjonuje też w Polsce w ramach kolei wąskotorowych. Przeważnie są to popularne Px48, ale czynne są również pojedyncze sztuki Px29, Px38 i Las47.
W USA w 2000 roku było czynnych około 150 parowozów, pracujących głównie w ruchu turystycznym.

## Parowozownie w Polsce
Większość parowozowni została zmieniona na lokomotywownie – obsługują obecnie nowszy tabor elektryczny i spalinowy. Część starych obiektów została zamieniona na muzea i skanseny.
Czynne parowozy normalnotorowe stacjonują w:
| Miejscowość      | Instytucja                         | Rodzaj maszyn                  | Funkcja |
| ---------------- | ---------------------------------- | ------------------------------ | --- |
| Wolsztyn         | Parowozownia Wolsztyn              | Ol49, Pt47                     | Do 31 marca 2014 obsługa codziennego ruchu planowego na trasie Wolsztyn – Poznań (ostatnia regularna linia parowozowa w Europie). Ruch turystyczny, pociągi na zamówienie, imprezy plenerowe, udostępnianie taboru na potrzeby targów, ekip filmowych czy telewizyjnych. Sporadycznie pociągi specjalne na dłuższych trasach, np. do Kołobrzegu, Zakrzewa Złotowskiego, Wrocławia. |
| Chabówka         | Skansen Taboru Kolejowego          | Ty2, OKz32, TKh49, TKt48, Ol12 | Obsługa pociągów specjalnych na trasach w kierunku Zakopanego, Nowego Sącza i Żywca, pociągi na zamówienie, imprezy plenerowe, udostępnianie taboru na potrzeby, ekip filmowych czy telewizyjnych. Sporadycznie dalsze wyjazdy. |
| Pyskowice        | Skansen kolejowy w Pyskowicach     | Ty42-24                        | Pociągi specjalne, wyjazdy na parady parowozów i parowozjady |
| Jaworzyna Śląska | Muzeum Kolejnictwa na Śląsku       | TKt48-18                       | W okresie letnim regularne przejazdy weekendowe na trasie Jaworzyna Śląska – Świdnica. Pociągi specjalne, wyjazdy na parady parowozów |
| Wrocław          | Klub Sympatyków Kolei we Wrocławiu | TKh 05353                      | Obsługa pociągów specjalnych we Wrocławiu i okolicach, imprezy okolicznościowe, pociągi na zamówienie, udostępnianie taboru dla nagrań filmowych. Wyjazdy na Paradę Parowozów, Parowozjadę itd. |

Spółki i stowarzyszenia posiadające lokomotywy parowe i skanseny taboru kolejowego:
- PKP Cargo
- Polskie Stowarzyszenie Miłośników Kolei (Parowozownia Skierniewice)
- Towarzystwo Ochrony Zabytków Kolejnictwa i Organizacji Skansenów Pyskowice
- Muzeum Kolejnictwa w Warszawie
- właściciele kolei wąskotorowych.

Pozostałe spółki należące do grupy PKP nie posiadają żadnego taboru zabytkowego.

## Ruch wąskotorowy
Czynne parowozy wąskotorowe na terenie Polski:
| Miejscowość        | Instytucja                                                            | Typ, numer                                 |
| ------------------ | --------------------------------------------------------------------- | ------------------------------------------ |
| Sochaczew          | Muzeum Kolei Wąskotorowej w Sochaczewie, Sochaczewska Kolej Muzealna  | Px29-1704                                  |
| Żnin               | Żnińska Kolej Powiatowa                                               | Px38-805                                   |
| Ełk                | Urząd Miasta Ełk, Ełcka Kolej Wąskotorowa                             | Px48-1752                                  |
| Środa Wielkopolska | Starostwo Powiatowe w Środzie Wielkopolskiej, Średzka Kolej Powiatowa | Px48-1756, Px48-1920                       |
| Krośnice           |                                                                       | Px48-1907                                  |
| Poznań             | MPK Poznań, Kolejka Parkowa Maltanka                                  | Borsig Bn2t 11458                          |
| Cisna              | Bieszczadzka Kolejka Leśna                                            | Las47, Kp4                                 |
| Rudy               | Zabytkowa Stacja Kolei Wąskotorowej                                   | Las49-3343                                 |
| Białośliwie        | Towarzystwo Wyrzyska Kolejka Powiatowa                                | VEB Lokomotivbau Karl Marx Lowa Bn2t-26004 |
| Bytom              | Górnośląskie Koleje Wąskotorowe                                       | Ryś (T49)                                  |

## Polscy producenci
- Fablok
- HCP
- Warszawska Spółka Akcyjna Budowy Parowozów (Parowóz)
- ZNTK Wrocław – Ok55-3, TKr55-1 oraz parowóz bezogniowy

## Największe i najszybsze
- w Polsce:
  - Ty51 – najcięższy parowóz produkowany w Polsce (189 ton z tendrem)
  - Ty246 – najcięższy i najmocniejszy parowóz używany w Polsce (193 tony z tendrem, 25.000 kG siły na haku, 255,7 m² powierzchni ogrzewalnej kotła)
  - Ty23 – parowóz (z użytkowanych w Polsce) o największej pojemności skokowej silnika parowego (cylinder 650x720 mm)
  - Pm36 – polski parowóz o największym ciśnieniu pary w kotle (18 atm)
  - Pm36-2 „Piękna Helena” – najszybszy polski parowóz (130 km/h)
  - Pm3 – najszybszy (140 km/h) parowóz jeżdżący po polskich torach
  - Pu29 – najcięższy (181,3 tony) parowóz używany w ruchu pasażerskim w Polsce
- Na świecie:
  - AA – największy parowóz jednoczłonowy
  - Big Boy – największy i najcięższy (548,3 tony, 21 m² powierzchni rusztu, 62 200 kG siły na haku) parowóz na świecie
  - XA – najwięcej osi napędzanych (12)
  - BR 18 201 – najszybszy obecnie czynny parowóz na świecie (180 km/h)
  - LNER A4 „Mallard” – zdobywca do dziś nie pobitego rekordu prędkości parowozu (202,8 km/h),

## Systemyparowozów wieloczłonowych
- Parowóz systemu Fairliego
- Parowóz systemu Garratta
- Parowóz systemu Malleta
- Parowóz systemu Meyera
- Parowóz systemu Shaya

## Skansenyparowozów
Pojedyncze egzemplarze wycofane z użytku można niejednokrotnie spotkać na ulicach miast lub w innych muzeach.

## Skanseny kolejowe w Niemczech
- Deutsches Dampflokomotiv-Museum Neuenmarkt
- Verkehrsmuseum Nürnberg
- Süddeutsches Eisenbahnmuseum Heilbronn
- Dampflok Museum Hermeskeil
- Eisenbahnmuseum Bochum-Dahlhausen
- Eisenbahnmuseum Schwarzenberg